# Lanzarote
Lanzarote es una isla situada en el extremo más oriental del archipiélago canario (España), en el océano Atlántico. Forma parte de la provincia de Las Palmas. Su capital es Arrecife.
El nombre de la isla procede del marino genovés Lanceloto Malocello, quien la visitó en el siglo XIV. Con 166 476 habitantes (2024) Lanzarote es la tercera isla más poblada de Canarias, tras Tenerife y Gran Canaria, y la segunda de la provincia de Las Palmas. Con una superficie de 845,94 km² es la cuarta isla más extensa del archipiélago. En el centro-suroeste de la isla se encuentra el parque nacional de Timanfaya, que es una de las principales atracciones turísticas de Lanzarote. La isla es en su totalidad desde 1993 reserva de la biosfera de la Unesco.

## Toponimia
La explicación del nombre de la isla de Lanzarote es de las más claras y aceptadas de todos los topónimos del archipiélago canario. Existe consenso entre los historiadores en que el nombre procede del navegante genovés Lanceloto Malocello, quien la visitó por primera vez en el primer tercio del siglo XIV y de cuya presencia, al parecer, encontraron alguna huella los primeros conquistadores normandos: el castillo de Guanapay, el más antiguo de Lanzarote, se habría construido sobre una antigua torre edificada en 1312 por Malocello. La isla se denomina «Insula de Lançarotus Marocelus» en el primer portulano que recoge a las islas Canarias más o menos en su forma actual, el del mallorquín Angelino Dulcert, de 1339. En otras cartas y mapas posteriores esta denominación sufre alteraciones fonéticas, pero no cabe duda de que el nombre actual deriva del navegante genovés que en su día recaló en ella.
Sin embargo, en el pasado se daban otros significados del nombre actual de la isla. Así para el humanista Antonio de Nebrija, Lanzarote deriva de Lanza-rota, esto por habérsele roto la lanza a Jean de Bethencourt en el momento de saltar a tierra para la conquista de la isla. Autores como Leonardo Torriani, Juan de Abréu Galindo e incluso el tinerfeño José de Viera y Clavijo aceptaron esta teoría hoy considerada errónea. Estos mismos autores también supusieron que el nombre de la isla procedía de lance l'eau, que significa 'echa el agua', y que sería la gozosa expresión que los franceses dijeron cuando avistaron las costas lanzaroteñas. Para el filólogo Sebastián Sosa Barroso, el nombre de la isla derivaría de Isla Cerote o La cerote, siendo el cerote el jugo de la tabaiba. Sin embargo, se trata de otra teoría hoy considerada errónea.
Parece que el vocablo aborigen Titerogakaet fue empleado por los majos para referirse a la isla con anterioridad a su conquista. Se trata de un término de origen bereber que ha sido emparentado con el tuareg tetergaget, 'la que está quemada', o bien con los vocablos titerok y akaet, que significarían 'Montaña Colorada'. Aunque también podría provenir de *Titerôqqak, 'una toda amarilla'. Del mismo modo, en la toponimia insular abundan las voces de origen indígena, como Yaiza, Tinajo, Teguise, Timanfaya y Guatiza, que comparten protagonismo con lugares de nombre hispánico como San Bartolomé y Puerto del Carmen.
Por su parte, los romanos bautizaron a la isla como Pluvialia o Invale, según se desprende en la obra de Plinio el Viejo llamada Naturalis Historia.

### Gentilicio
El gentilicio formal es lanzaroteño, -a, aunque también de manera coloquial se utiliza la denominación conejero, -a. El gentilicio conejero, -a procede de un término empleado por los habitantes del Puerto de La Orotava (actual Puerto de la Cruz) en la isla de Tenerife. Esto debido a que los comerciantes lanzaroteños comerciaban en esta isla con pieles de conejo.

## Geografía
Lanzarote es la más oriental de las islas del archipiélago canario y la más septentrional de las islas con administración propia (siendo La Graciosa la isla más septentrional del archipiélago). Además, es la cuarta isla más extensa y popularmente se la conoce como la isla de los volcanes, al identificarse con el manto volcánico que se extiende a lo largo de gran parte de su superficie consecuencia de la gran actividad volcánica de principios del siglo XVIII.

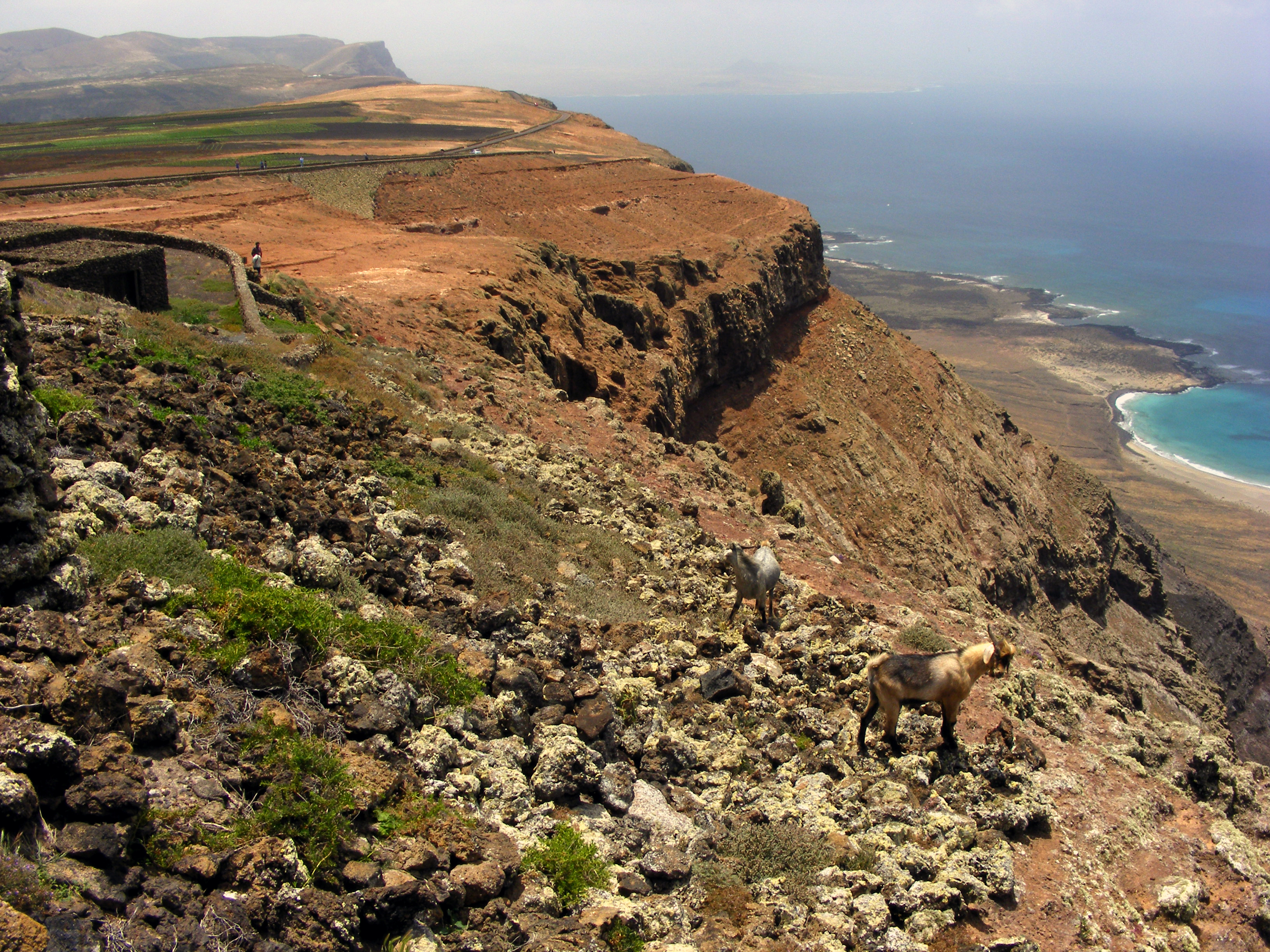
Costa occidental de la isla desde el mirador del Río

Lanzarote se encuentra a una distancia aproximada de 140 km de la costa noroccidental africana y a 1000 del punto más cercano del continente europeo, el sur de la península ibérica. Su punto más septentrional es el cabo o Punta Fariones, y el más meridional, punta del Papagayo. Su clima es subtropical con escasas precipitaciones. Tiene una superficie de 845,93 km² y una población de 159 021 habitantes (2023).
Consta de siete municipios de los que el más poblado es Arrecife, capital insular. Al norte de la isla se encuentran la isla de La Graciosa y los islotes deshabitados de Alegranza, Montaña Clara, Roque del Este y Roque del Oeste, que forman el archipiélago Chinijo, administrativamente dependiente de Lanzarote.
Las Peñas del Chache, situado en Haría, con 671 m de altitud, es el pico más elevado de la isla. Lanzarote fue declarada en 1993 reserva de la biosfera por la Unesco. Además, la Red Canaria de Espacios Naturales Protegidos recoge en esta isla un total de 13 entornos naturales, que suponen más del 40 % del territorio insular, entre los que destaca el parque nacional de Timanfaya.
Dedicada en el pasado principalmente a la agricultura y la pesca en el banco pesquero canario-sahariano, en la actualidad la economía de la isla gira en torno al sector servicios, fundamentalmente a la potente industria turística. A esta actividad ha comenzado a añadirse la viticultura, de importante peso en siglos anteriores y que se ha relanzado con la creación de la Denominación de origen para los vinos de Lanzarote.
Lanzarote es históricamente conocida por ser una importante productora de tinte o carmín de la cochinilla, insecto que se cría en las pencas de las tuneras que son abundantes en las islas Canarias. Este tinte es muy preciado para la elaboración de bebidas (como colorante) y para la tintura de lanas y sedas. También se utiliza en elaboración de cosméticos.
La isla cuenta con el aeropuerto César Manrique Lanzarote, en el municipio de San Bartolomé; así como con los puertos marítimos: Puerto de los Mármoles en el municipio de Arrecife, y el puerto de Playa Blanca en el municipio de Yaiza.

### Geología

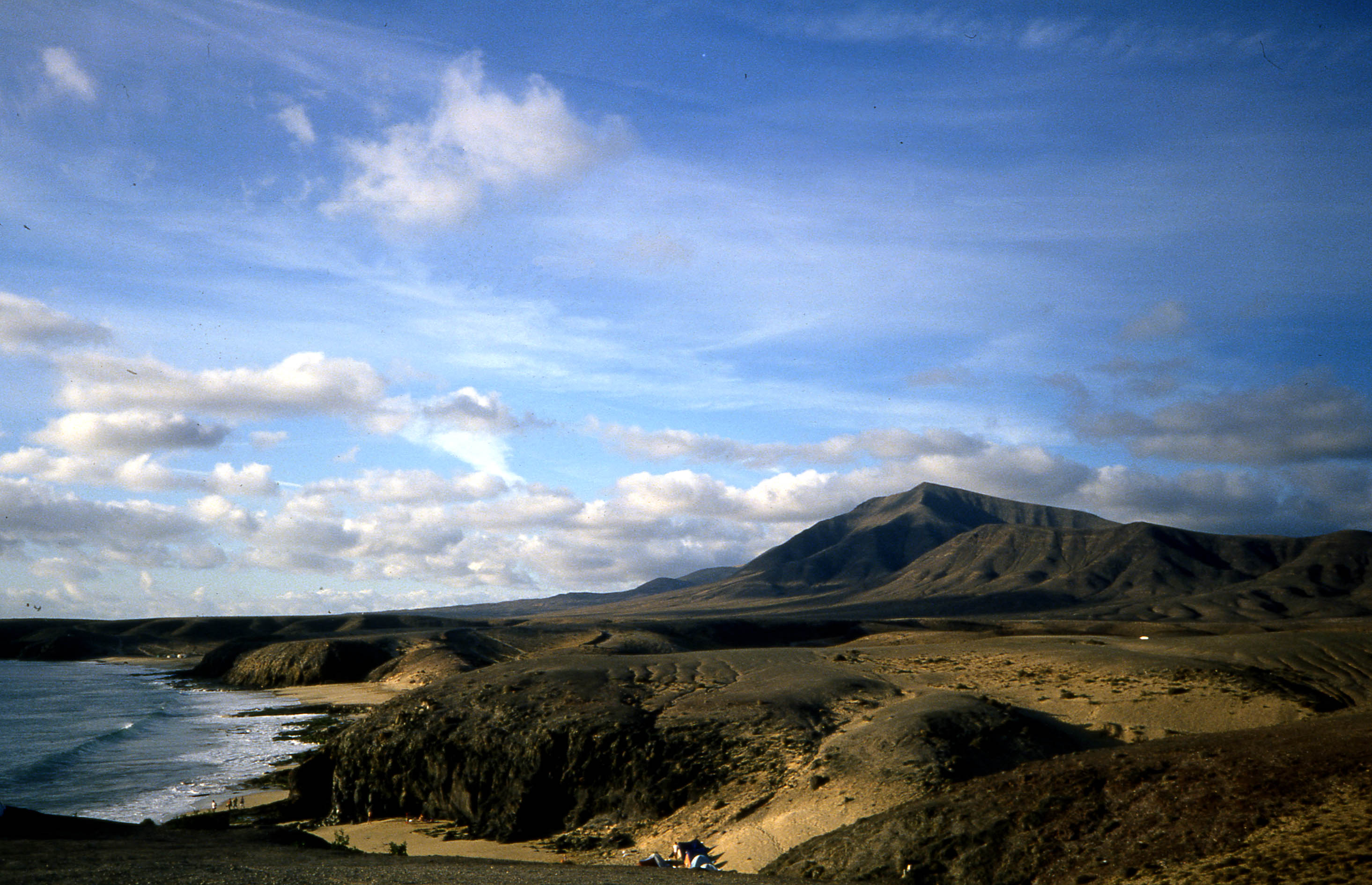
Playas de Papagayo y macizos de los Ajaches, al sur de la isla

Lanzarote, como todas las demás islas Canarias, es el producto de los procesos geológicos derivados de la apertura del Atlántico, iniciado en el Mesozoico, y agravado más recientemente por la presión existente en esta zona generada por el giro de África en el sentido de las agujas del reloj iniciado en la orogenia alpina del Terciario. Al comienzo de la apertura del Atlántico, comenzaron las emisiones de lava sin aflorar a la superficie hasta hace unos 20 millones de años en la vecina Fuerteventura y 15 millones de años en la isla de Lanzarote.
La historia geológica de Lanzarote se divide en tres fases:
1. En una primera fase, hace 15 millones de años, durante el Mioceno, aparecen los restos más antiguos en la zona de Famara, al norte de la isla, y en los Ajaches, al sur. Actualmente, los procesos erosivos han desmantelado estas formaciones. Su morfología es la de edificios erosionados que han evolucionado a formas acarcavadas con una buena red de drenajes caracterizados por valles en forma de U, actualmente secos y áridos. Característico de estas formaciones es el risco de Famara, donde se encuentra la mayor altitud en la isla, unos 600 m. El punto más alto de Lanzarote se encuentra aquí, en las peñas del Chache con una altura de 671 m.
2. Una segunda fase es la que abarca la evolución de la geomorfología de Lanzarote desde el Mioceno hasta el Pleistoceno, que se caracterizó por los procesos erosivos de las dos formaciones, Famara y Ajaches. Posteriormente, han existido emisiones importantes de material magmático que han dado lugar a la unión de las dos formaciones antiguas. Se trata sobre todo del sector central de la isla, que se caracteriza por la existencia de alineaciones de edificios formando los ejes estructurales de la isla, que coinciden con los ejes de formación de Fuerteventura con dirección NE-SO, algunos con avanzado estado de desmantelamiento, con una evolucionada red de drenaje en formas redondeadas, amplios valles, vegas y moderadas penillanuras. Cabe decir que en esta etapa Lanzarote y Fuerteventura estaban unidas por el estrecho de la Bocaina y por la isla de Lobos. La última vez que lo estuvieron fue durante la última glaciación, la glaciación de Würm.
3. La tercera fase, geológicamente hablando, no tiene nada característico, aunque es la más importante desde el punto de vista antropocéntrico. Se trata de erupciones acaecidas en los siglos XVII y XVIII con emisiones alineadas paralelas a las de la anterior fase y edificios que no superan los 200 m pero excelentemente conservados por la poca pluviosidad que se da en la isla y por una política de conservación muy estricta.[12]

### Clima
El clima de Lanzarote se define como subtropical en lo que se refiere a sus temperaturas y seco o subdesértico respecto a las precipitaciones. De acuerdo con la clasificación climática de Koppen, el clima es desértico cálido (BWh) en la mayor parte de la isla, siendo árido cálido (BSh) únicamente en alguna pequeña franja en el centro y norte de la isla. Las temperaturas experimentan escasas variaciones tanto entre las diferentes estaciones como entre el día y la noche, gracias a la acción moderadora del océano. La temperatura media del mes más frío (enero), a nivel del mar, es de 17 °C y la media del mes más cálido (agosto) es de 25 °C. Las temperaturas no suelen bajar de los 14 °C en invierno ni suelen ser superiores a los 29 °C en verano. Por su parte, la media de precipitaciones es de unos 100 mm anuales, concentrándose en los meses de invierno y siendo prácticamente nulas entre mayo y octubre. Las precipitaciones varían de los 250 mm en Famara a tan sólo 50 mm en la zona de la Costa del Rubicón. El clima es mucho más templado de lo que correspondería por su latitud geográfica. Estos son los parámetros meteorológicos habituales en la capital de la isla:
| Parámetros climáticos promedio de Observatorio del aeropuerto César Manrique Lanzarote (14 m s. n. m.) (periodo de referencia: 1991-2020, extremas: 1972-presente) | Parámetros climáticos promedio de Observatorio del aeropuerto César Manrique Lanzarote (14 m s. n. m.) (periodo de referencia: 1991-2020, extremas: 1972-presente) | Parámetros climáticos promedio de Observatorio del aeropuerto César Manrique Lanzarote (14 m s. n. m.) (periodo de referencia: 1991-2020, extremas: 1972-presente) | Parámetros climáticos promedio de Observatorio del aeropuerto César Manrique Lanzarote (14 m s. n. m.) (periodo de referencia: 1991-2020, extremas: 1972-presente) | Parámetros climáticos promedio de Observatorio del aeropuerto César Manrique Lanzarote (14 m s. n. m.) (periodo de referencia: 1991-2020, extremas: 1972-presente) | Parámetros climáticos promedio de Observatorio del aeropuerto César Manrique Lanzarote (14 m s. n. m.) (periodo de referencia: 1991-2020, extremas: 1972-presente) | Parámetros climáticos promedio de Observatorio del aeropuerto César Manrique Lanzarote (14 m s. n. m.) (periodo de referencia: 1991-2020, extremas: 1972-presente) | Parámetros climáticos promedio de Observatorio del aeropuerto César Manrique Lanzarote (14 m s. n. m.) (periodo de referencia: 1991-2020, extremas: 1972-presente) | Parámetros climáticos promedio de Observatorio del aeropuerto César Manrique Lanzarote (14 m s. n. m.) (periodo de referencia: 1991-2020, extremas: 1972-presente) | Parámetros climáticos promedio de Observatorio del aeropuerto César Manrique Lanzarote (14 m s. n. m.) (periodo de referencia: 1991-2020, extremas: 1972-presente) | Parámetros climáticos promedio de Observatorio del aeropuerto César Manrique Lanzarote (14 m s. n. m.) (periodo de referencia: 1991-2020, extremas: 1972-presente) | Parámetros climáticos promedio de Observatorio del aeropuerto César Manrique Lanzarote (14 m s. n. m.) (periodo de referencia: 1991-2020, extremas: 1972-presente) | Parámetros climáticos promedio de Observatorio del aeropuerto César Manrique Lanzarote (14 m s. n. m.) (periodo de referencia: 1991-2020, extremas: 1972-presente) | Parámetros climáticos promedio de Observatorio del aeropuerto César Manrique Lanzarote (14 m s. n. m.) (periodo de referencia: 1991-2020, extremas: 1972-presente) |
| Mes | Ene. | Feb. | Mar. | Abr. | May. | Jun. | Jul. | Ago. | Sep. | Oct. | Nov. | Dic. | Anual |
| --- | --- | --- | --- | --- | --- | --- | --- | --- | --- | --- | --- | --- | --- |
| Temp. máx. abs. (°C) | 27.9 | 29.4 | 34.4 | 36.3 | 42.6 | 40.7 | 43.4 | 43.6 | 40.5 | 37.3 | 34.2 | 27.5 | 43.6 |
| Temp. máx. media (°C) | 20.9 | 21.5 | 22.9 | 23.8 | 25.2 | 26.7 | 28.5 | 29.5 | 28.6 | 27.0 | 24.3 | 22.0 | 25.1 |
| Temp. media (°C) | 17.6 | 18.0 | 19.1 | 20.0 | 21.4 | 23.0 | 24.6 | 25.6 | 24.8 | 23.3 | 20.9 | 18.8 | 21.4 |
| Temp. mín. media (°C) | 14.2 | 14.4 | 15.2 | 16.1 | 17.5 | 19.2 | 20.7 | 21.5 | 21.0 | 19.6 | 17.4 | 15.5 | 17.7 |
| Temp. mín. abs. (°C) | 8.0 | 7.6 | 8.3 | 9.5 | 11.5 | 12.4 | 15.4 | 16.6 | 15.5 | 12.0 | 10.9 | 9.0 | 7.6 |
| Precipitación total (mm) | 15.4 | 16.1 | 12.2 | 4.1 | 1.2 | 0.1 | 0.0 | 0.5 | 1.8 | 12.8 | 15.8 | 21.4 | 101.4 |
| Días de precipitaciones (≥ 1 mm) | 2.8 | 2.5 | 2.2 | 0.9 | 0.3 | 0.0 | 0.0 | 0.1 | 0.4 | 2.1 | 3.0 | 3.2 | 17.4 |
| Horas de sol | 205 | 201 | 248 | 258 | 294 | 291 | 313 | 304 | 261 | 232 | 204 | 202 | 2995 |
| Humedad relativa (%) | 66 | 66 | 65 | 64 | 64 | 65 | 66 | 67 | 69 | 69 | 67 | 69 | 66 |
| Fuente n.º 1: Agencia Estatal de Meteorología | | | | | | | | | | | | | |
| Fuente n.º 2: Agencia Estatal de Meteorología (extremos) | | | | | | | | | | | | | |

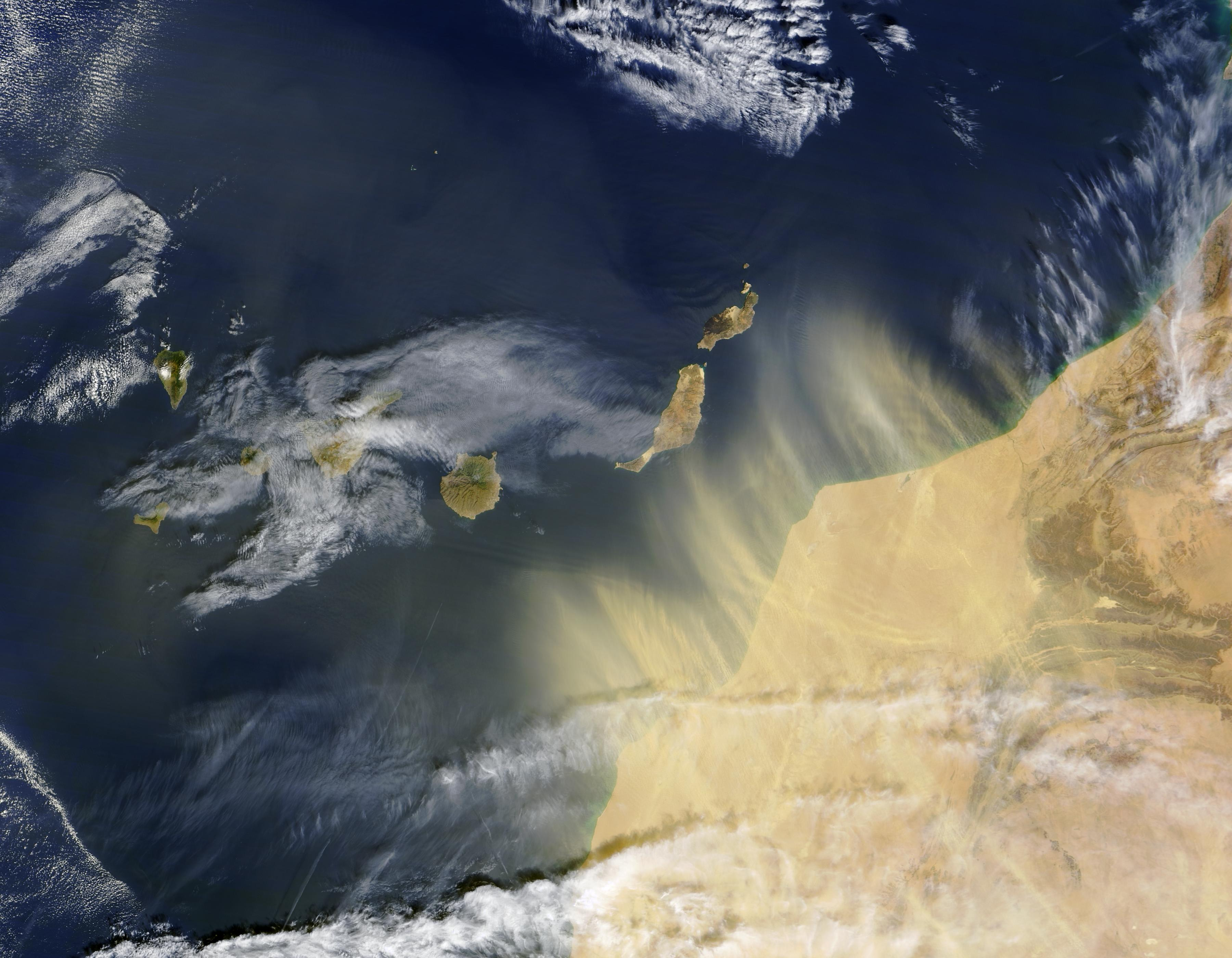
Episodio de calima o siroco en Canarias. La cercanía entre Lanzarote y la costa continental africana favorece este fenómeno atmosférico

Hay dos elementos climáticos que determinan la benignidad atmosférica: los alisios y la corriente fría de Canarias. El viento es prácticamente permanente en la isla. Un fenómeno relativamente frecuente es la presencia de vientos procedentes del desierto del Sáhara, que arrastran grandes cantidades de polvo en suspensión. La cercanía de Lanzarote con la costa continental africana hace que estos fenómenos de siroco, también denominado calima o tiempo sur en Canarias, se hagan notar especialmente en la isla, alcanzándose temperaturas de hasta 46 °C (2004) y visibilidad muy reducida.
Existen excepciones: la meseta central de la isla, entre los 200 y los 300 m sobre el nivel del mar, es sensiblemente más fría, con temperaturas máximas en enero que no superan los 14-15 °C de máxima y mínimas de 8 °C e inferiores. En verano, las máximas en el área de Lanzarote central están entre los 22-24 °C de máxima y los 15-16 °C de mínima, con un elevado nivel de humedad relativa y un viento del NNE entre moderado y fuerte, reduciendo la visibilidad.
Lanzarote está inmersa en la zona climática cálida y seca que se corresponde con su latitud, incluida en el cinturón de altas presiones subtropicales. Su clima es subdesértico, se caracteriza por tener un régimen pluviométrico escaso (pluviosidad menor a 200 mm anuales), atribuible fundamentalmente a la especial orografía de la isla, ya que su escasa altura impide la retención de la humedad que contienen los vientos alisios, con excepción de las zonas más altas (Los Ajaches y los Riscos de Famara). Esta característica impide la existencia de lluvias orográficas, tan abundantes en las islas occidentales, ya que no existen obstáculos montañosos de envergadura que puedan detener el llamado «mar de nubes».

### Naturaleza
Lanzarote cuenta con una espectacular naturaleza, tanto en lo que se refiere a paisajes, siendo estos uno de sus principales atractivos turísticos, como en cuanto a la flora y la fauna insular, plagada de endemismos. Además, la isla ha estado a la vanguardia de Canarias en lo referente a conciencia ambiental, como demuestra su pionero marco legal para la ordenación del territorio y la negociación de moratorias para la construcción, intentando lograr un perfecto equilibrio entre desarrollo turístico y preservación del medio natural. Todo ello se vería recompensado con la declaración de la isla como reserva de la biosfera por la Unesco en 1993. En la actualidad, el 42 % del territorio de la isla se encuentra protegido bajo alguna de las figuras de conservación que contemplan las leyes canarias.

### Geomorfología

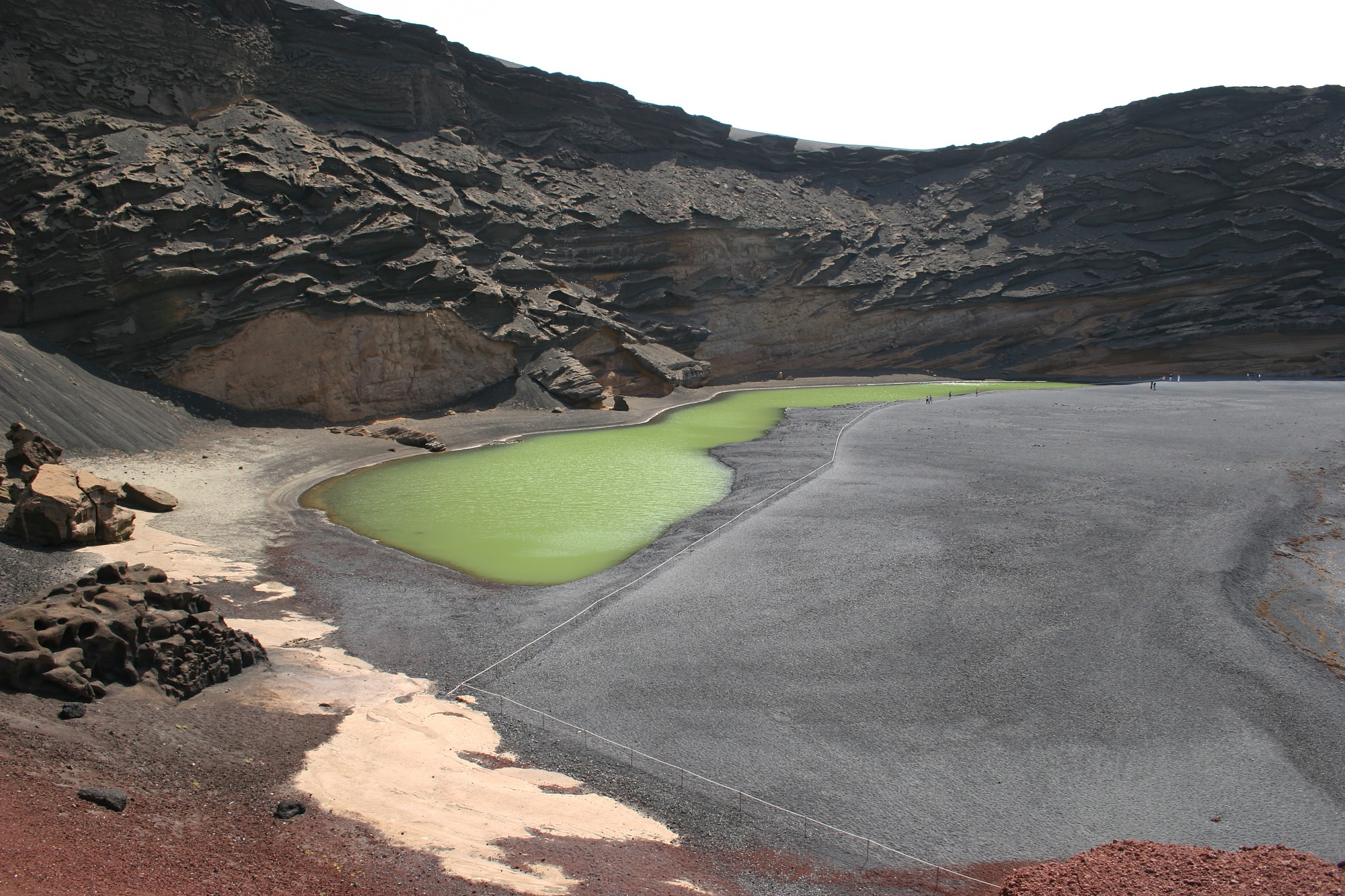
Charco de Los Clicos o Charco Verde, situado al sur de Lanzarote, en la zona del Golfo

Cinco hitos geográficos marcan la morfología de Lanzarote, dotándola de una personalidad única y albergando cada uno de ellos paisajes diversos, de gran valor natural y geológico. Se trata de dos macizos montañosos de gran antigüedad, ubicados cada uno de ellos en el extremo norte y sur de la isla (Famara-Guatifay y Los Ajaches, respectivamente); dos áreas de vulcanismo más reciente, que conforman la zona de volcanes de Timanfaya, en el centro-sur, y el volcán y malpaís de La Corona, al norte; y, finalmente, una lengua de arenas de origen marino que atraviesa el centro de la isla, en el área conocida como El Jable. Estos cinco espacios, junto al conjunto de islotes del archipiélago Chinijo, al norte de la isla, albergan la mayor parte de los encantos paisajísticos de la isla de los volcanes.

#### Zona de Timanfaya

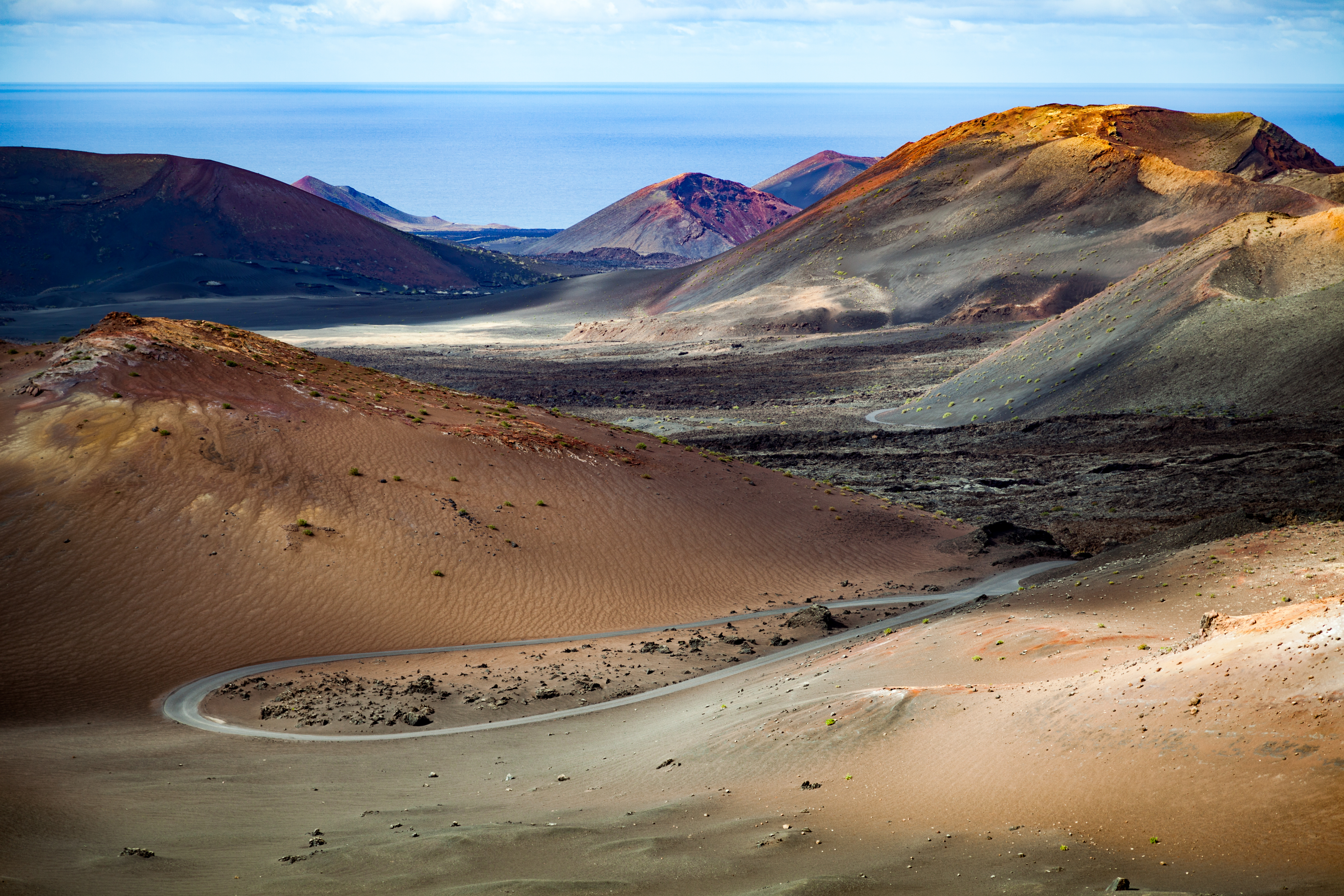
Timanfaya

El conjunto de espacios sepultados o surgidos a partir de las erupciones de Timanfaya, acaecidas entre 1730 y 1736, ocupan aproximadamente una cuarta parte de la superficie de la isla. En el centro de esta zona se encuentra el área de mayor interés geológico y paisajístico, el parque nacional de Timanfaya, declarado como tal en agosto de 1974. Se trata de una superficie de algo más de 50 km² en la que se pueden observar más de 25 volcanes, aparte de campos de lavas, lapillis y escorias volcánicas en perfecto estado de conservación. En su interior se encuentra el parque natural de las Montañas del Fuego, donde se ubica el centro de visitantes del Islote de Hilario, gestionado por el Cabildo. Este espacio conserva aún cierta actividad volcánica, como demuestran las emanaciones de calor que produce la tierra.
El parque nacional está rodeado por un segundo espacio protegido, el parque natural de Los Volcanes, sepultado también por las erupciones de Timanfaya. Las lavas llegaron a las costas occidentales de la isla, penetrando en el océano y aumentando la extensión de Lanzarote. El rápido enfriamiento de la lava al contacto con el agua, unido a la acción erosiva de las olas, creó un peculiar paisaje costero. Ejemplo de ello es el lugar conocido como Los Hervideros, cerca de la población de El Golfo. En sus inmediaciones se encuentra el Charco Verde o de los Clicos, una pequeña laguna de agua marina de color verde intenso a causa del fitoplancton que habita en su interior, el nombre clico es el de un crustáceo, especie única, que tenía su hábitat exclusivo en esa laguna, y que desapareció en el siglo XIX por sobrepesca.

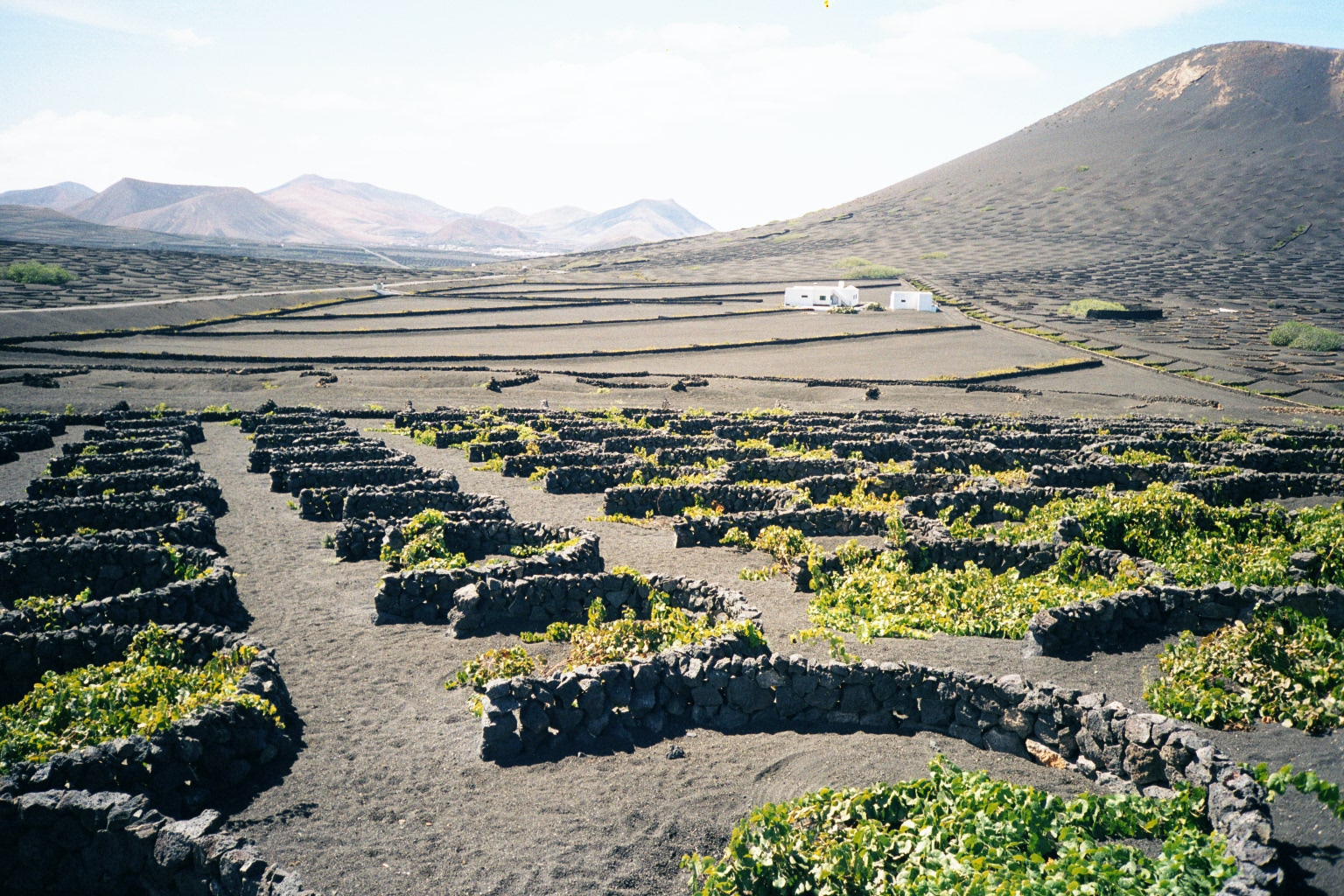
Vista de La Geria

Lindando con el parque natural se halla el paraje de La Geria, muestra de una perfecta simbiosis entre el ser humano y la naturaleza. En La Geria el campesino lanzaroteño ingenió un sistema agrícola único en el mundo con el que pudo cultivar las tierras que habían quedado calcinadas por las cenizas volcánicas. Estas cenizas, llamadas en Canarias picón, retienen la humedad ambiental durante la noche y la filtran hacia la tierra que se encuentra debajo, al tiempo que aíslan a ésta durante el día. Un estrato calizo inferior impide que el agua continúe hacia el subsuelo. El sistema posibilita el cultivo de la vid en un espacio de clima subdesértico. Para ello, los agricultores tuvieron que buscar bajo el lapilli la tierra madre que había quedado sepultada, plantar en ella las cepas, cubrir con capas de picón y construir muros de piedra volcánica que resguardasen a las parras del fuerte viento de la zona. Esto dio como resultado un paisaje excepcional, donde se producen los acreditados vinos de Lanzarote, fundamentalmente a partir de la uva malvasía.

#### Volcán y malpaís de La Corona

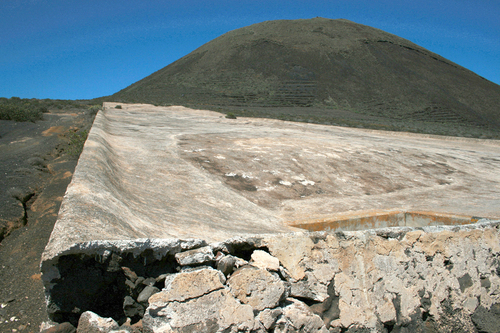
Aljibe a los pies del volcán de La Corona en Haría

El volcán de La Corona es un gran cono volcánico situado al norte de la isla, en el municipio de Haría. De él proceden las lavas que constituyen el malpaís de La Corona. Dada su relativa antigüedad, de unos 21 000 años, este espacio, al contrario de lo que ocurre en los campos de lavas de Timanfaya, ha sido colonizado por gran número de especies vegetales mayores, entre las que destacan la tabaiba dulce y el verode.
Por el subsuelo del Malpaís de La Corona discurre un extenso tubo volcánico de más de 6 kilómetros de longitud, que va desde el cono volcánico hasta el mar, adentrándose en él, formando un túnel submarino de un kilómetro y medio llamado Túnel de la Atlántida. Dos de los tramos de este conjunto de galerías están habilitadas para las vistas turísticas. Se trata de la cueva de los Verdes y los Jameos del Agua.

#### El Jable
Se conoce como El Jable a la lengua de terrenos cubiertos de arenas organógenas que discurre por la parte central de la isla, desde las playas de Famara hasta depositar las partículas arenosas en las zonas costeras en torno a las cuales se han levantado los núcleos poblacionales y turísticos de Puerto del Carmen, Playa Honda y Arrecife. Estos paisajes son el resultado de la peculiar orientación del Macizo de Famara, que impone a los vientos alisios dominantes una inflexión en la zona nordeste, y pasan a convertirse en vientos del noroeste. Las arenas penetran en la isla por la extensa playa de Famara, formando en este entorno paisajes dunares de gran interés paisajístico y biológico, siendo esta zona área de nidificación de especies en peligro como la hubara canaria.

#### Famara-Guatifay

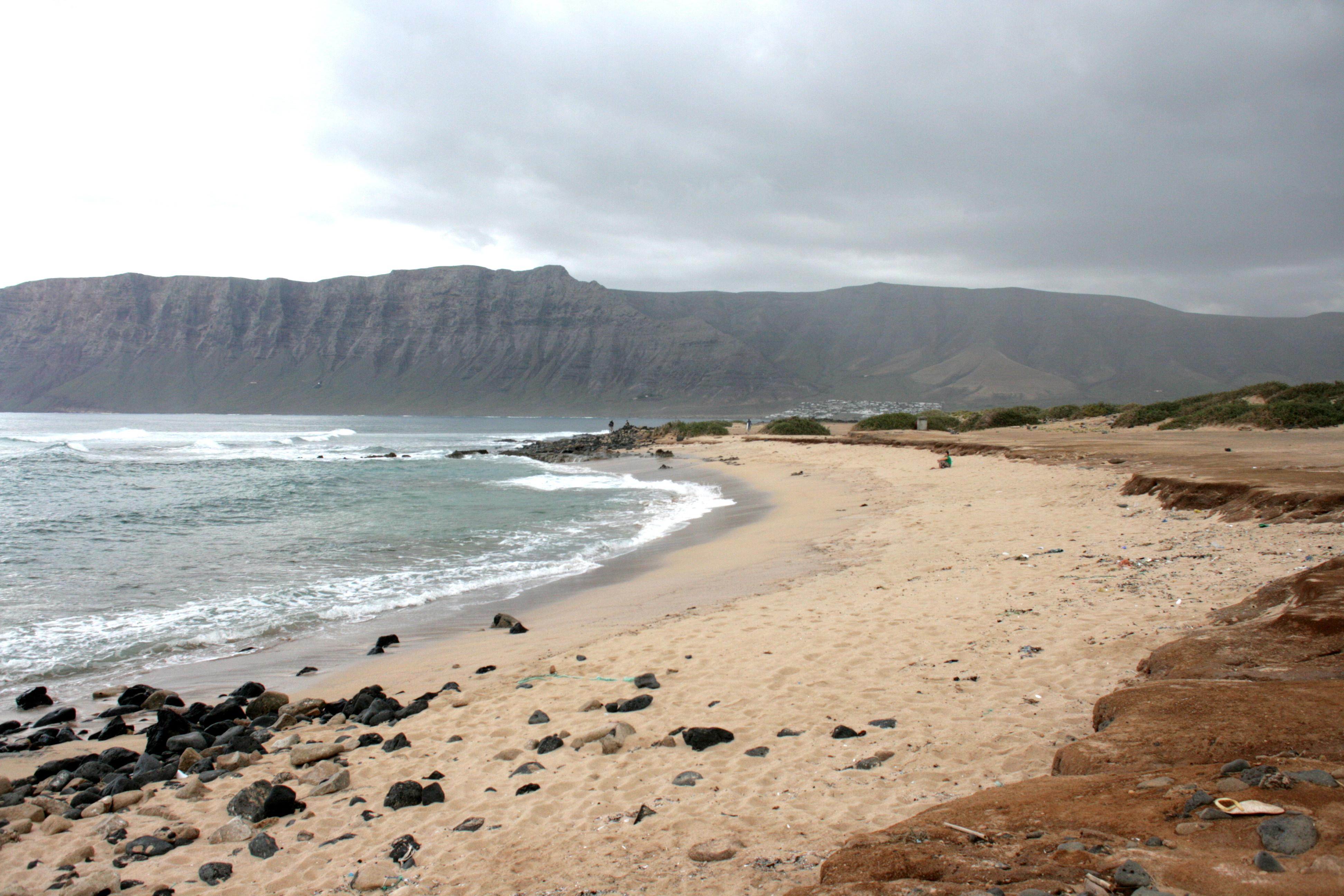
Playa de Famara, con el risco al fondo

El extremo norte de la isla está delimitado por el macizo montañoso de Famara-Guatifay, sobre el que se sitúa la máxima elevación de Lanzarote, las Peñas del Chache (670 m de altura), y que se precipita hacia el mar en un inmenso acantilado conocido como el Risco de Famara. Se trata de una de las formaciones geológicas más antiguas de la isla y del conjunto del archipiélago canario, constituida por un importante apilamiento de coladas basálticas fisurales. Los riscos y el macizo de Famara tienen gran importancia desde un punto de vista biológico, convirtiéndose por sus peculiaridades y por el difícil acceso en verdaderos santuarios naturales, con gran cantidad de endemismos vegetales y especies en peligro de extinción. Desde la parte superior del Risco de Famara se obtiene una vista panorámica inigualable de la isla de La Graciosa, separada de Lanzarote por un estrecho brazo de mar conocido como El Río. Precisamente esta fue la zona elegida por el artista lanzaroteño César Manrique para ubicar el Mirador del Río, desde el que se captan las mejores vistas del archipiélago Chinijo.

#### Macizo de los Ajaches
Ubicado al sur de la isla, y con una antigüedad de 20 millones de años, se encuentra el macizo de Los Ajaches, zona de gran interés geológico y paisajístico. Este espacio ha sido declarado parque natural por la Administración canaria. En su entorno se encuentran unos de los principales atractivos turísticos de la isla, las playas de Papagayo, de arenas blancas, con vistas al islote de Lobos y a la vecina isla de Fuerteventura.

### Espacios naturales protegidos
La isla cuenta con 13 espacios naturales que cuentan con distintas categorías de protección:
Parques nacionales
- Parque nacional de Timanfaya

Reservas naturales integrales
- Reserva natural integral de Los Islotes

Parques naturales
- Parque natural del Archipiélago Chinijo
- Parque natural de Los Volcanes

Monumentos naturales
- Monumento natural de La Corona
- Monumento natural de Los Ajaches
- Monumento natural de La Cueva de Los Naturalistas
- Monumento natural del Islote de Halcones
- Monumento natural de las Montañas del Fuego

Paisajes protegidos
- Paisaje protegido de Tenegüime
- Paisaje protegido de La Geria

Sitios de interés científico
- Sitio de interés científico de Los Jameos
- Sitio de interés científico de las Salinas de Janubio

### Flora
Lanzarote cuenta entre su flora con 16 endemismos exclusivos de la isla, a los que se suman otros 30 exclusivos de las islas orientales, 41 de los endemismos canarios y 19 endemismos macaronésicos.

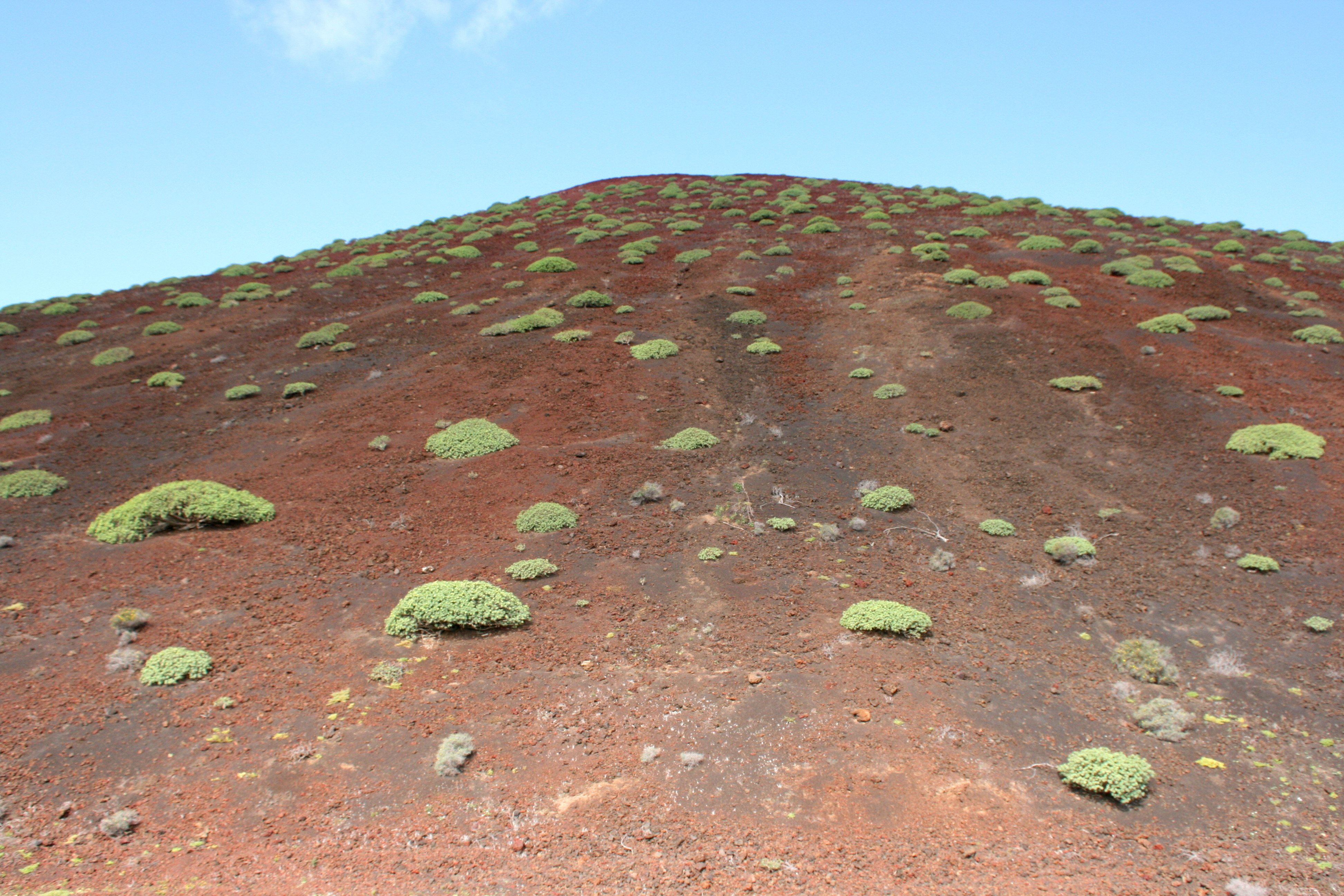
Euphorbia balsamifera

La escasa altitud de la isla —670 m en su punto máximo— no permite el desarrollo de formaciones nubosas asociadas al viento alisio —fenómeno conocido en Canarias como mar de nubes— por lo que se reduce el número de pisos bioclimáticos con respecto a las islas más altas del archipiélago, más variadas en cuanto a microclimas. Así pues, en Lanzarote podemos distinguir un primer piso de vegetación asociado a las zonas costeras e intermareales, con especies adaptadas a condiciones extremas de salinidad e insolación, como el mato y las uvas de mar. Un segundo piso corresponde a los tabaibales. La tabaiba dulce es un endemismo canario propio de las zonas bajas y secas, que por su profusión en Lanzarote fue declarada como símbolo vegetal de la isla. El principal tabaibal de Lanzarote se encuentra en el malpaís de la Corona, al norte de la isla. En un piso superior de vegetación se encuentran las zonas dominadas por la palmera canaria. El principal palmeral de la isla se encuentra en Haría, en el llamado valle de las Tres Mil Palmeras, un verdadero oasis al norte de la isla.
Otro aspecto que ha influido sobre la vida natural de la isla ha sido los diferentes episodios volcánicos, que se han sucedido hasta épocas muy recientes. Así, mientras las zonas volcánicas más antiguas, como el malpaís de la Corona, han sido pobladas por especies arbustivas como la tabaiba y el verode, las más recientes sólo admiten por el momento la colonización de comunidades de líquenes y briófitos, convirtiéndose zonas volcánicas como Timanfaya en auténticos laboratorios de vida.

### Fauna

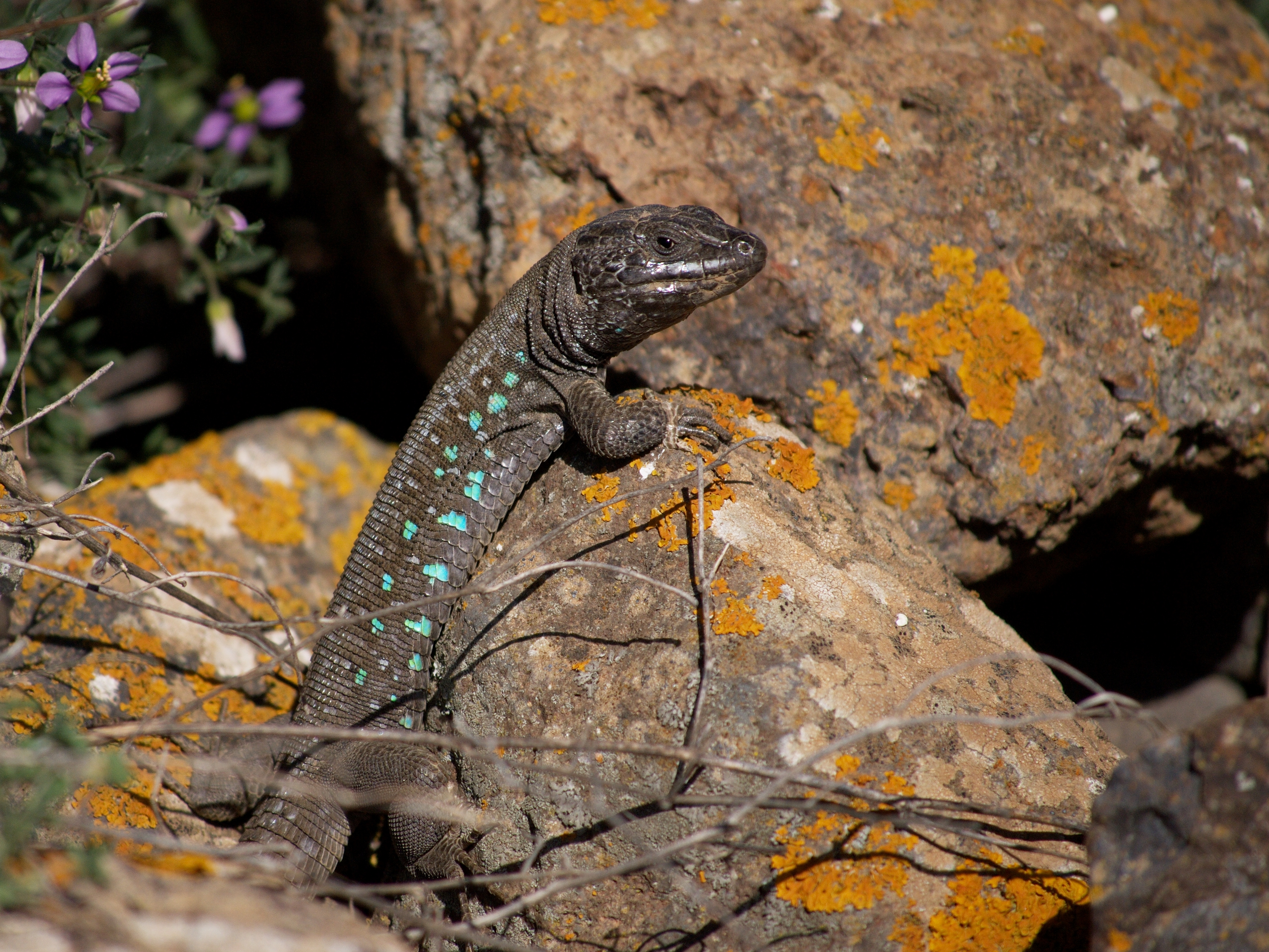
Gallotia atlantica

La fauna vertebrada de Lanzarote, como en el resto de Canarias, está dominada por las aves, de las que se conocen actualmente 40 especies nidificantes, frente a 3 de reptiles y 6 de mamíferos. Entre las primeras destacan el cernícalo, el alcaudón real, el alcaraván y la hubara canaria. El macizo de Famara, acantilado de 600 m de altura y 14 km de longitud es un santuario de especies, muchas de ellas amenazadas. Allí perviven los últimos guirres (alimoches) de la isla, así como guinchos (águilas pescadoras) y halcones de berbería. La riqueza avícola se extiende también por los cercanos islotes del archipiélago Chinijo, donde destaca la presencia de pardelas cenicienta.
Los reptiles más característicos de la isla son el lagarto atlántico y el perenquén majorero.
En cuanto a los invertebrados cabe destacar al llamado jameito (Munidopsis polymorpha), un cangrejo diminuto, albino y ciego, exclusivo de la laguna de agua salada existente en el tubo volcánico de los Jameos del Agua, del que toma su nombre.
Finalmente, cabría apuntar la riqueza de la fauna marina, especialmente protegida en la Reserva Marina del Archipiélago Chinijo, al norte de la isla.

### Símbolos naturales de la isla
Según una ley del Gobierno de Canarias, los símbolos naturales de la isla desde 1991 son el cangrejo ciego y la tabaiba dulce.

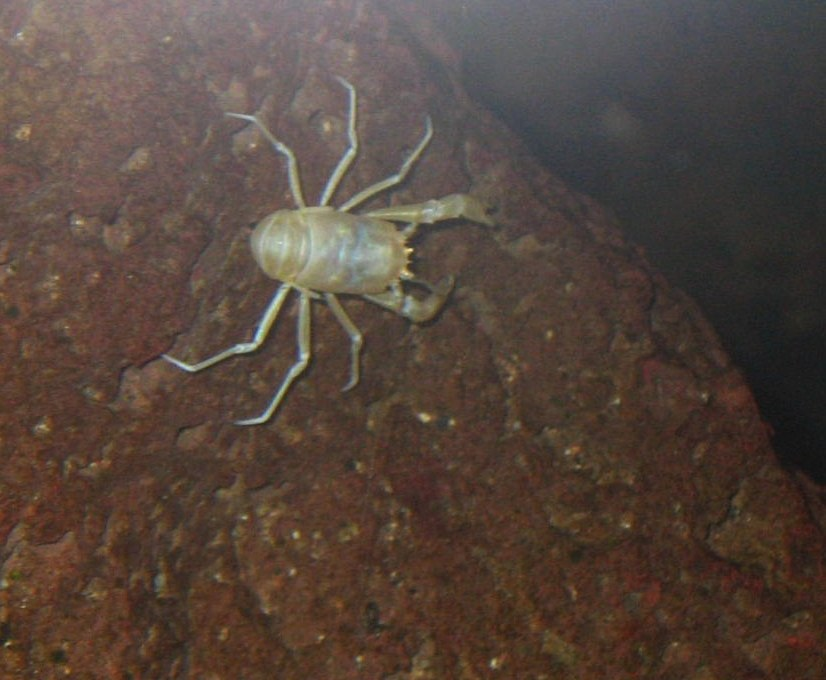
Cangrejo ciego

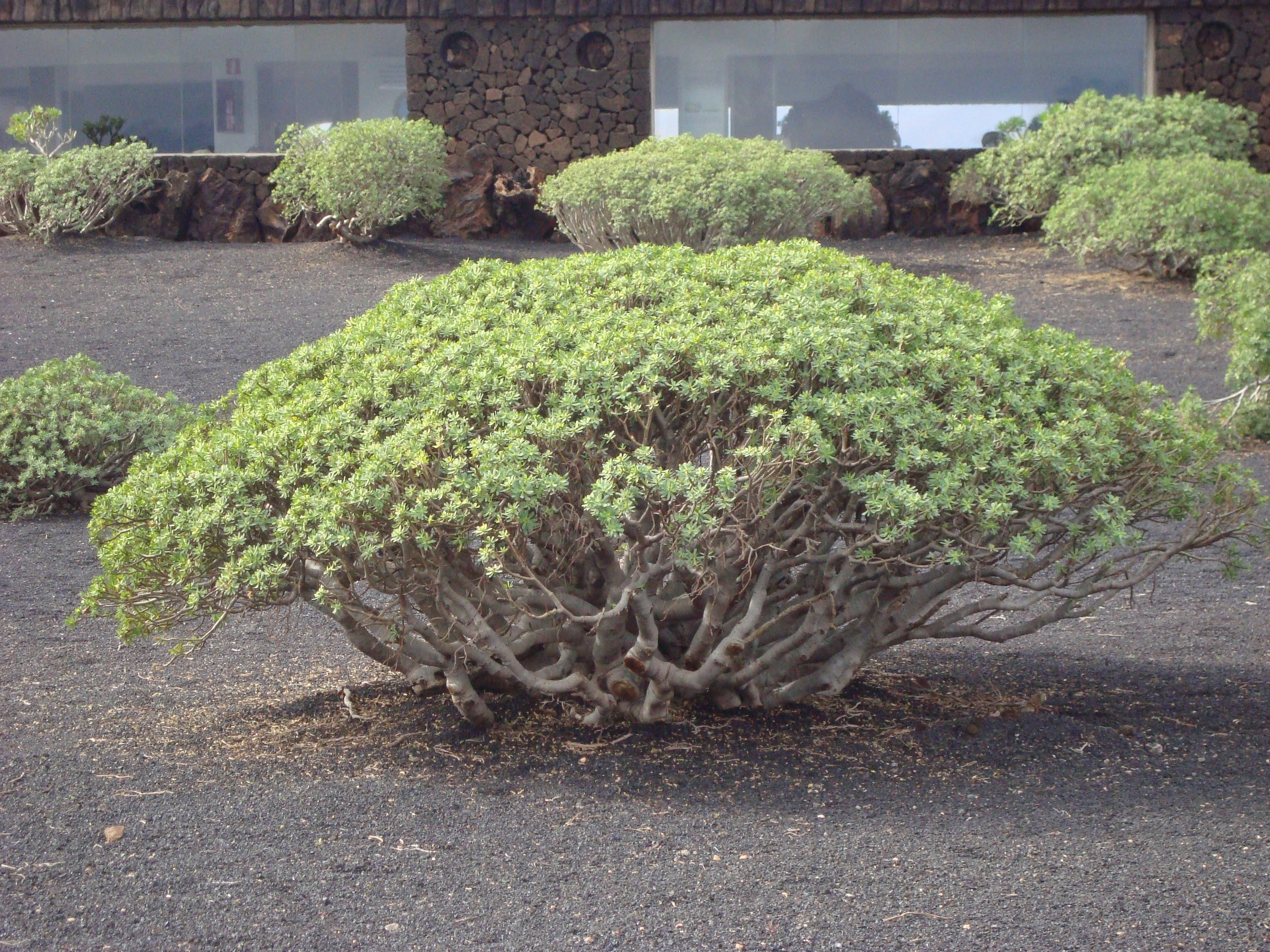
Tabaiba dulce

## Historia

### Población aborigen de Lanzarote
Antes de que se iniciara la conquista de la isla, en 1402, Lanzarote se hallaba habitada por los mahos o majos, pueblo de raíz bereber y origen norteafricano que habría llegado a la isla en torno al año 500 a. C. El nombre indígena de la isla es Tyterogakat o Tytheroygatra, que se ha traducido como la quemada empleando un topónimo geográfico bereber tuareg de Argelia central.

#### Los majos: quiénes eran y de dónde procedían
Aunque se ha popularizado el etnónimo guanche como gentilicio de todos los aborígenes de Canarias, que habitaban las islas con anterioridad a su conquista, lo cierto es que, en sentido estricto, ese nombre se referiría exclusivamente a los indígenas de Tenerife. Cuando el navegante genovés Lancelotto Malocello arribó a Lanzarote a principios del siglo XIV, sus habitantes al parecer se llamaban a sí mismos majos, según el etnónimo que ha pervivido en las fuentes etnohistóricas y en la toponimia insular (cueva de Los Majos, piedra de Los Majos, etc).
Está probado que los primeros habitantes de la isla, como los del resto de Canarias, procedían del norte de África, de un espacio geográfico que se extiende, aproximadamente, desde Túnez hasta la costa atlántica, y desde el Mediterráneo hasta el límite meridional del desierto del Sáhara, entroncados cultural y genéticamente con los pueblos bereberes del actual Magreb. En el caso lanzaroteño, existe una similitud en el tipo de hábitat (las llamadas casas hondas) con el presente en el Atlas Medio y en otras regiones de Marruecos. Los grabados rupestres de la isla son comunes al resto del Archipiélago y al noroeste africano, con gran profusión de símbolos podomorfos, presentes también en las cimas del Atlas y de la Cabilia. Por su parte, la cerámica muestra paralelismos con las del Neolítico tardío sahariano. El gentilicio majo, -a ha sido relacionado con los nombres de tribus bereberes norteafricanas recogidos por autores grecolatinos, tales como los maxios, mazies y mauros. Finalmente, las frases y palabras conservadas de época aborigen remiten al tronco camito-bereber de los diferentes dialectos hablados en Canarias. Habría que destacar también la existencia de grabados alfabetiformes, como en el resto de las islas, propios de la escritura líbico-bereber.
En cuanto a las fechas del poblamiento, la mayoría de las teorías apuntaban a un momento próximo al año 500 a. C. para datar las primeras arribadas humanas a las Canarias. Actualmente, las investigaciones con la técnica Carbono 14 indican que la isla de Lanzarote fue ocupada por primera vez durante la mitad del siglo X a. C., siendo el yacimiento de Buenavista en Teguise el que contiene las fechas más antiguas de todo el archipiélago. La arqueología ha demostrado que el horizonte cultural de los primeros pobladores de la isla se corresponde con la protohistoria del noroeste africano, protagonizada por pueblos bereberes influenciados por la cultura púnica, y quizás también por la latina. Las causas exactas que motivaron el desplazamiento se desconocen.
Sobre el aspecto físico de los aborígenes de la isla poco se sabe con certeza, debido a la escasez de estudios antropológicos. Las limitadas piezas óseas estudiadas remiten a un tipo de estatura media-alta y acusada robustez, de características mediterranoides norteafricanas. Las fuentes etnohistóricas, principalmente la crónica normanda de la conquista (Le Canarien), se limita a apuntar que «son gente hermosa y bien partida».

#### Elementos culturales y arqueología
El hábitat más generalizado de los aborígenes canarios era la cueva, tanto natural como construida artificialmente. En Lanzarote, sin embargo, el hábitat predominante fueron los poblados en superficie. Los lugares de habitación, agrupados en aldeas –de las que hay localizadas más de una veintena-, tenían unas características muy peculiares en el contexto arqueológico canario. Se trata de las llamadas casa hondas, denominadas así porque el piso se halla excavado en la tierra, de modo que la mitad o más de la habitación quedaría bajo el nivel del suelo. Junto a estas, algunos tubos volcánicos eran utilizados como estancias, casi siempre de manera ocasional.
La principal zona de asentamiento aborigen correspondería con el área central de la isla, conocida como El Jable. Destaca el yacimiento de Zonzamas, uno de los mayores poblados indígenas de Canarias, residencia del último rey de Lanzarote, y que continuó siendo habitado bastante después de finalizar la conquista. Otras zonas arqueológicas destacadas son la llamada La Gran Aldea (hoy Teguise), Ajey (actualmente San Bartolomé) y el Lomo de San Andrés.

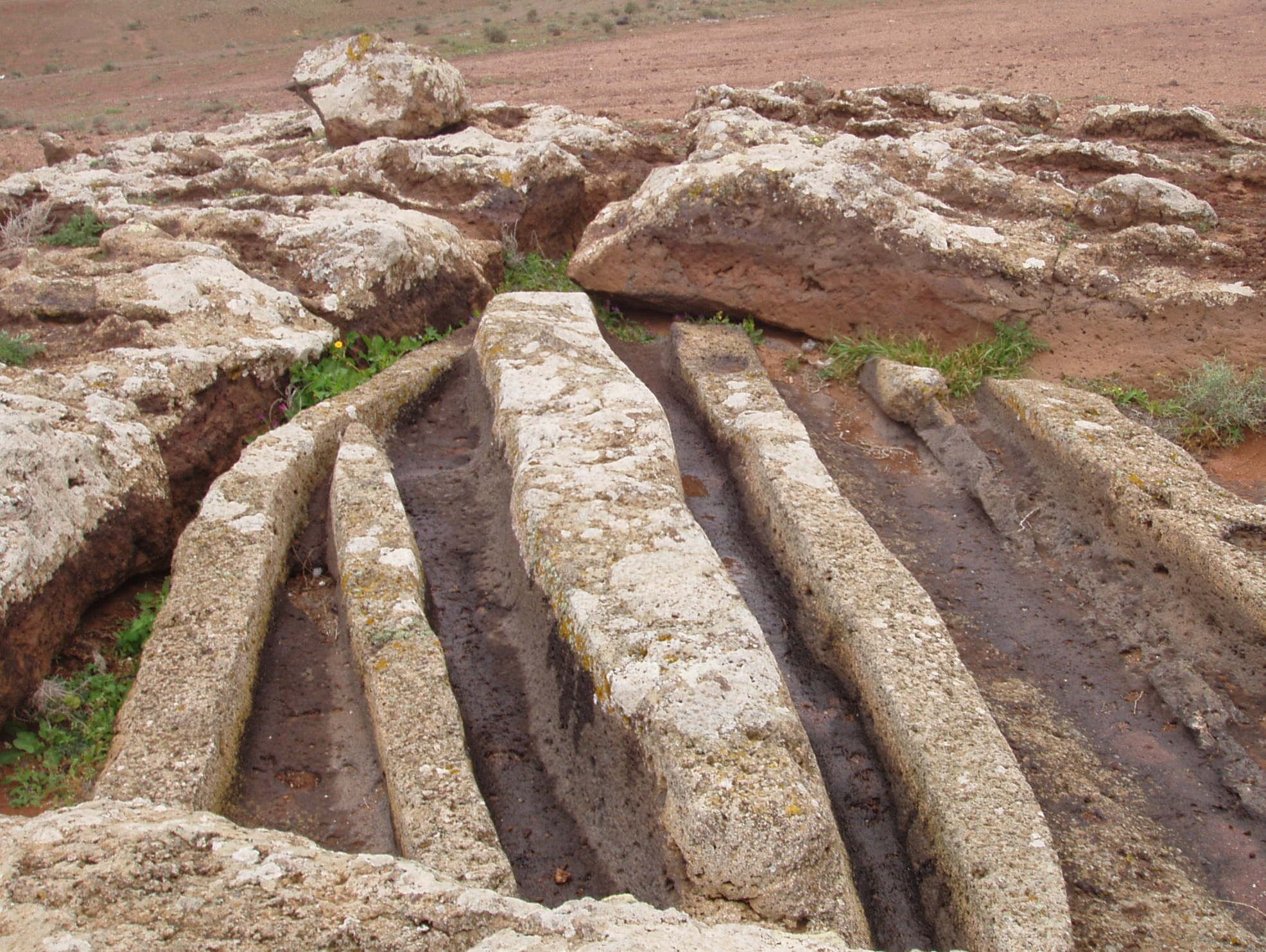
La llamada quesera de Zonzamas, conjunto de acanaladuras elaboradas por los majos

En cuanto al mundo de las creencias, parece que se trata de un pueblo monoteísta, tal y como se desprende de algunas crónicas. En el resto de las islas también está generalizado el culto a uno o dos dioses principales, asociados por lo general al sol o la luna. Junto a estos, aparecen gran cantidad de lugares sacralizados, así como síntomas de un culto a elementos de la naturaleza, como montañas y acuíferos. Las crónicas hacen referencia a los cultos majos para pedir lluvias, hecho lógico dado el carácter semidesértico del clima isleño. Llama la atención el hallazgo de figurillas líticas de tipo antropomorfo y zoomorfo asociados a rituales, interpretados como ídolos. Destaca entre estos el llamado Ídolo de Zonzamas, que guarda similitudes estilísticas con ciertas esculturas fenicias y púnicas. Los efequenes, por su parte, eran templos en forma circular en los que se hacían rituales y ofrendas. También se han vinculado con ciertos ritos a las llamadas queseras, conjuntos de acanaladuras artificiales sobre la toba volcánica que podrían haber servido para el derramamiento de leche y otros productos. Los majos honraban a sus difuntos, a los que enterraban en cuevas o en fosas, a través del ajuar funerario compuesto por cerámica, material lítico, conchas y adornos.
La cultura material es rica en cerámica elaborada sin torno, cuchillos de obsidiana, morteros y tahonas de piedra y objetos fabricados con huesos, así como adornos personales a base de piedras, material óseo y malacológico.

#### Economía: la subsistencia en la isla

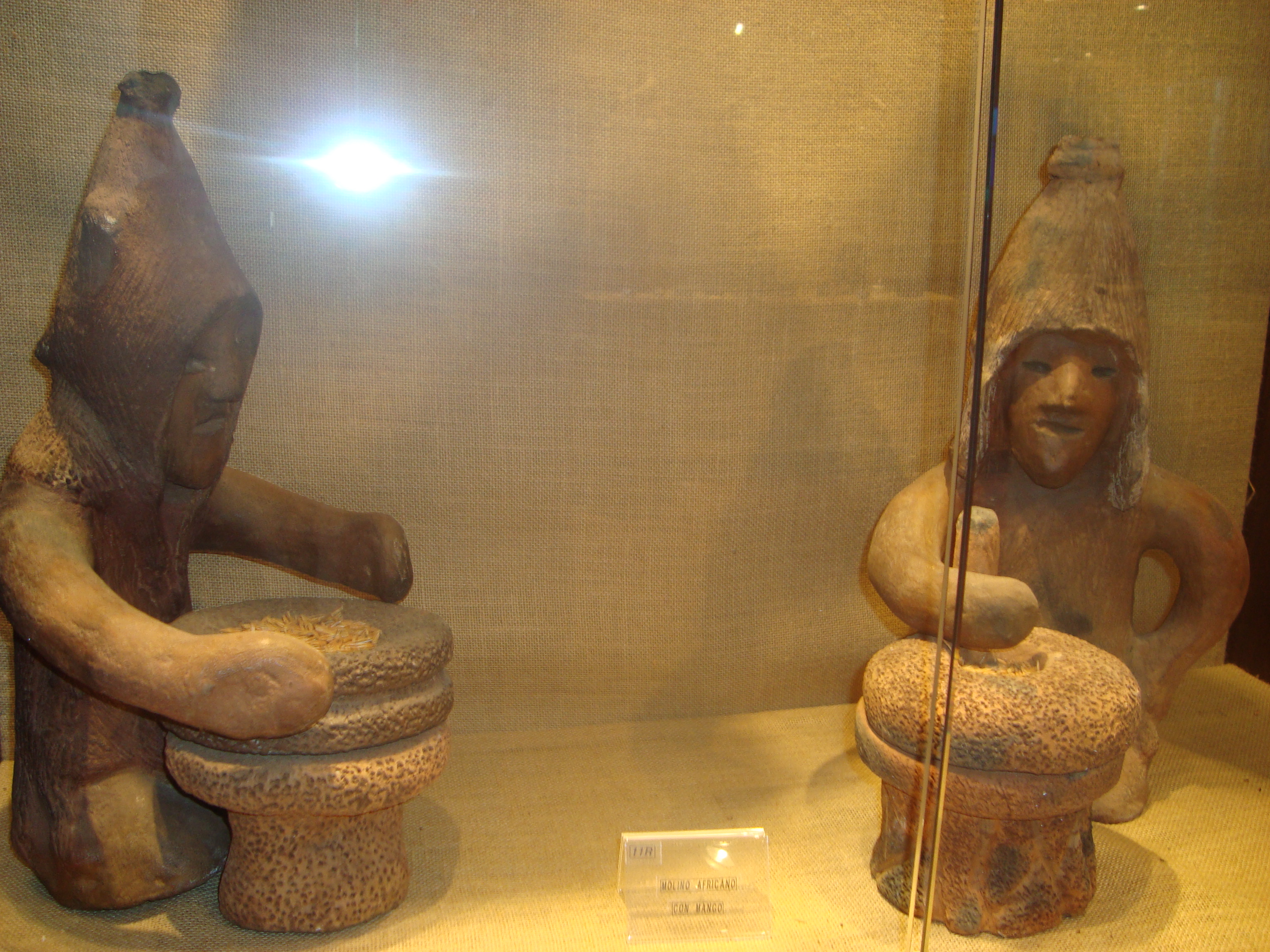
Majos elaborando gofio, representados en cerámica

La base económica de la antigua sociedad lanzaroteña estaba representada por las actividades agrícolas y ganaderas, complementadas con la recolección de especies vegetales silvestres, la pesca y el marisqueo, y la captura de pequeños animales del medio insular. La agricultura era muy precaria, de tipo cerealista, basada en el cultivo de cebada con métodos rudimentarios. Ésta era empleada para la elaboración del gofio. La ganadería era la fuente principal de recursos económicos para los majos, dada la adaptación del ganado caprino a las condiciones ambientales de la isla. La cabra, la oveja y el cerdo eran las principales especies domésticas presentes en época aborigen, de las que se extraía carne, leche, queso (cuajada) y manteca. La alimentación de los majos se completaba con un alto consumo de mariscos (lapas y burgados, principalmente), con los peces capturados de forma rudimentaria, la caza de aves (pardelas, hubaras) y reptiles y la recolección de productos vegetales como los dátiles.

#### Organización sociopolítica
Socialmente, el núcleo fundamental de organización maja era la familia extensa, o el linaje, en torno al cual se articulaban las actividades productivas y reproductivas. Muchos autores han defendido la filiación matrilineal (en que el parentesco se establece con la familia materna) como sistema constitutivo de los linajes lanzaroteños, como parece que ocurría entre los canarios de Gran Canaria y en tribus bereberes norteafricanas con anterioridad a la islamización. En el momento inmediato a la Conquista, la sociedad maja habría iniciado su tránsito desde un modelo tribal, escasamente jerarquizado y basado en las relaciones de parentesco, hacia un modelo de jefatura, en que aparece la figura jerárquica del jefe, con funciones redistributivas y poder sobre todo el ámbito insular. Otras prácticas sociales majas serían la poliandria, según la cual cada mujer tendría tres maridos, tal y como relata la crónica Le Canarien, que se turnarían con las lunas, permaneciendo uno en el domicilio, actuando como marido principal, mientras los otros se dedicaban a actividades productivas fuera de casa, así como la «hospitalidad de lecho», atestiguada en la leyenda de la princesa Ico, que significaría la cesión temporal de los derechos maritales a favor de otros hombres, como señal de agasajo hacia los huéspedes, que también existió entre los inuit.

### La conquista de Lanzarote

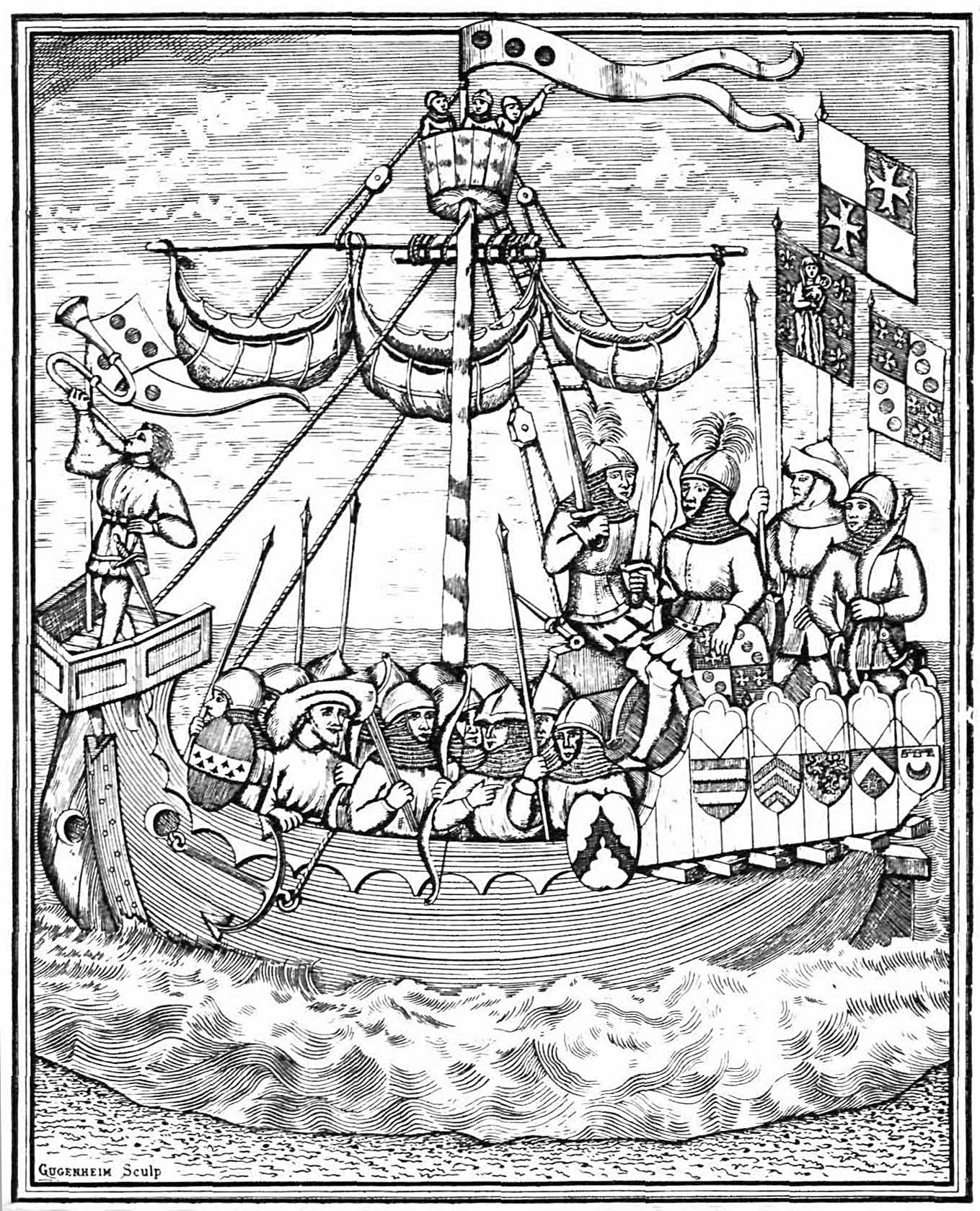
Grabado de la expedición de Jean de Bethencourt y Gadifer de la Salle a la Isla de Lanzarote

La isla de Lanzarote era conocida de forma vaga por el mundo antiguo. Quizás fuese visitada por los fenicios, que buscaban la orchilla, un liquen que crece en las rocas orientadas al norte de la isla y del que se obtenía tinte rojo. El conocimiento que los romanos tuvieron de la existencia de Canarias sí fue más directo, tal y como relatan autores clásicos entre los que cabe destacar a Plinio el Viejo, así como restos arqueológicos, como ánforas de origen romano recogidas en la costa de la isla.
Ya en época medieval, en torno a 1312, el navegante genovés Lanceloto Malocello redescubrió la isla de Lanzarote para Europa y le dio su actual nombre, que aparece por primera vez en el mapa portulano de Angelino Dulcert en 1339. Durante los siguientes cincuenta años se organizan varias expediciones, más bien razzias, que buscan esclavos, pieles y tintes. Comienza con esto el declive de la población aborigen. En 1377 el vizcaíno Ruiz de Avendaño, comandante corsario de la flota castellana, naufraga tras una tormenta en la isla de Lanzarote, donde es recibido por el rey Zonzamas, que le ofrece la hospitalidad de lecho con la reina Fayna. De esta relación nace la princesa Ico, blanca y rubia, madre del último rey de Lanzarote, Guadarfia. En 1393, el noble castellano Almonáster llega a Lanzarote. Cuando regresa a la península lleva consigo nativos y algunos productos agrícolas.
Las primeras expediciones europeas de saqueo en busca de esclavos recalaban primero en Lanzarote por ser la isla más cercana a la península ibérica. Esto contribuyó a una disminución demográfica durante el siglo XIV, de manera que cuando llegaron las primeras expediciones de conquista la población estaba en claro retroceso.
La conquista definitiva de la isla se produce con la expedición de los mercenarios y aventureros normandos Juan de Bethencourt y Gadifer de la Salle, al servicio de Enrique III de Castilla. Cuando llegan a la isla en 1402 se establecen en la Costa del Rubicón, en el sur de la isla, tal y como narra la crónica normanda de la conquista de Canarias, titulada Le Canarien.
Se dice que lo que hoy es una zona desértica llamada Rubicón, estaba ocupada a la llegada de Bethencourt por una espesa vegetación, que hizo que él y sus hombres tuviesen que abrirse paso a golpe de machete. Después del intento fallido de conquistar Fuerteventura, Bethencourth vuelve a Castilla y le es otorgado el señorío de Lanzarote. Cuando regresa la resistencia de los nativos ha sido reprimida a sangre y fuego por Gadifer de la Salle. Tras sucesivos fracasos en la conquista de otras islas y dado el escaso interés comercial que despertaba Lanzarote entonces, Jean de Bethencourt cede el señorío de la isla a su pariente Maciot de Bethencourt. Los reyes Católicos prohibieron que se capturase a los habitantes de las Canarias como esclavos.
En 1404 el papa Benedicto XIII erige la diócesis de San Marcial del Rubicón a petición de los normandos de la expedición de Bethencourt y Gadifer de la Salle, con jurisdicción sobre todas las islas Canarias. La ermita del Castillo de San Marcial del Rubicón fue erigida en catedral, siendo la primera catedral de las Islas Canarias. Sin embargo, la diócesis sería trasladada en 1483 a Las Palmas de Gran Canaria y el nombre de la diócesis fue modificado pasando a llamarse Diócesis Canariense-Rubicense, también conocida actualmente como diócesis de Canarias. La diócesis sin embargo, conservaría su jurisdicción sobre todo el archipiélago hasta 1819, año en que el papa Pío VII crea la diócesis de San Cristóbal de La Laguna con sede en la isla de Tenerife y que hoy rige la mitad occidental del archipiélago.

### El señorío feudal

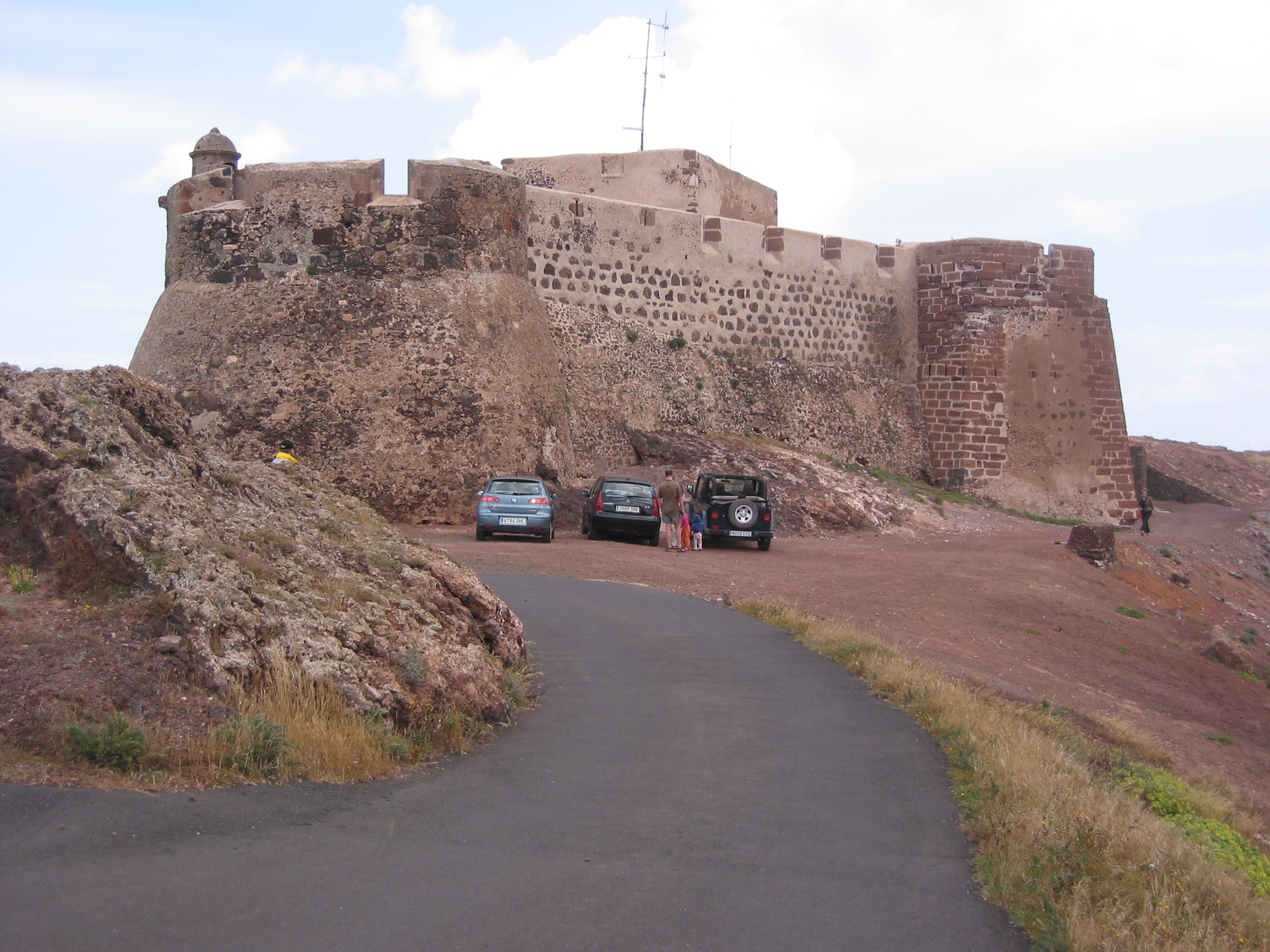
Castillo de Santa Bárbara

Lanzarote se convirtió en un señorío feudal que pasa de mano en manos de Maciot de Bethencourt a Enrique de Guzmán, conde de Niebla, que en 1430 se ve obligado a ceder el señorío a Guillén de las Casas. En este periodo Maciot continuó ejerciendo sus derechos de propiedad de la isla, hasta 1448 que los cedió al soberano portugués Enrique el Navegante. Los portugueses ocuparon la isla durante seis años, hasta que el gobernador Antao Gonçalves fue depuesto por Diego de Herrera.
Durante las siguientes centurias la isla mantendrá una estructura de poder feudal, hasta la abolición en 1812 por las cortes de Cádiz de la unión de titularidad de la tierra y poder judicial que representaban los señoríos. Mientras el ejercicio de la judicatura, los señoríos eran una institución de derecho germánico, posiblemente anterior a la Baja Edad Media, dejó de ser hereditario tras la decisión de las cortes de Cádiz, la titularidad de las tierras, antes ligada al cargo público como un elemento de su funcionalidad, dejó de estar vinculada a la función pública de los señoríos, que desaparecía, y pasar a ser una propiedad personal del heredero del señorío. Desde un punto de vista económico, los diputados no pudieron hacer mejor regalo a los antiguos titulares de los señoríos.
Dada la cercanía con la costa africana, Lanzarote será objetivo de los ataques de piratas berberiscos y europeos. En 1586 el corsario berberisco Amurat toma la isla con quinientos hombres y captura a la familia del señor. Sir Walter Raleigh, durante su última expedición en busca del Dorado, ataca Arrecife en 1617 y arrasa la ciudad. La población se refugia durante los ataques en la cueva de los Verdes. En 1618 Solimán invade y arrasa la isla.

### SigloXVIII

#### La erupción de Timanfaya

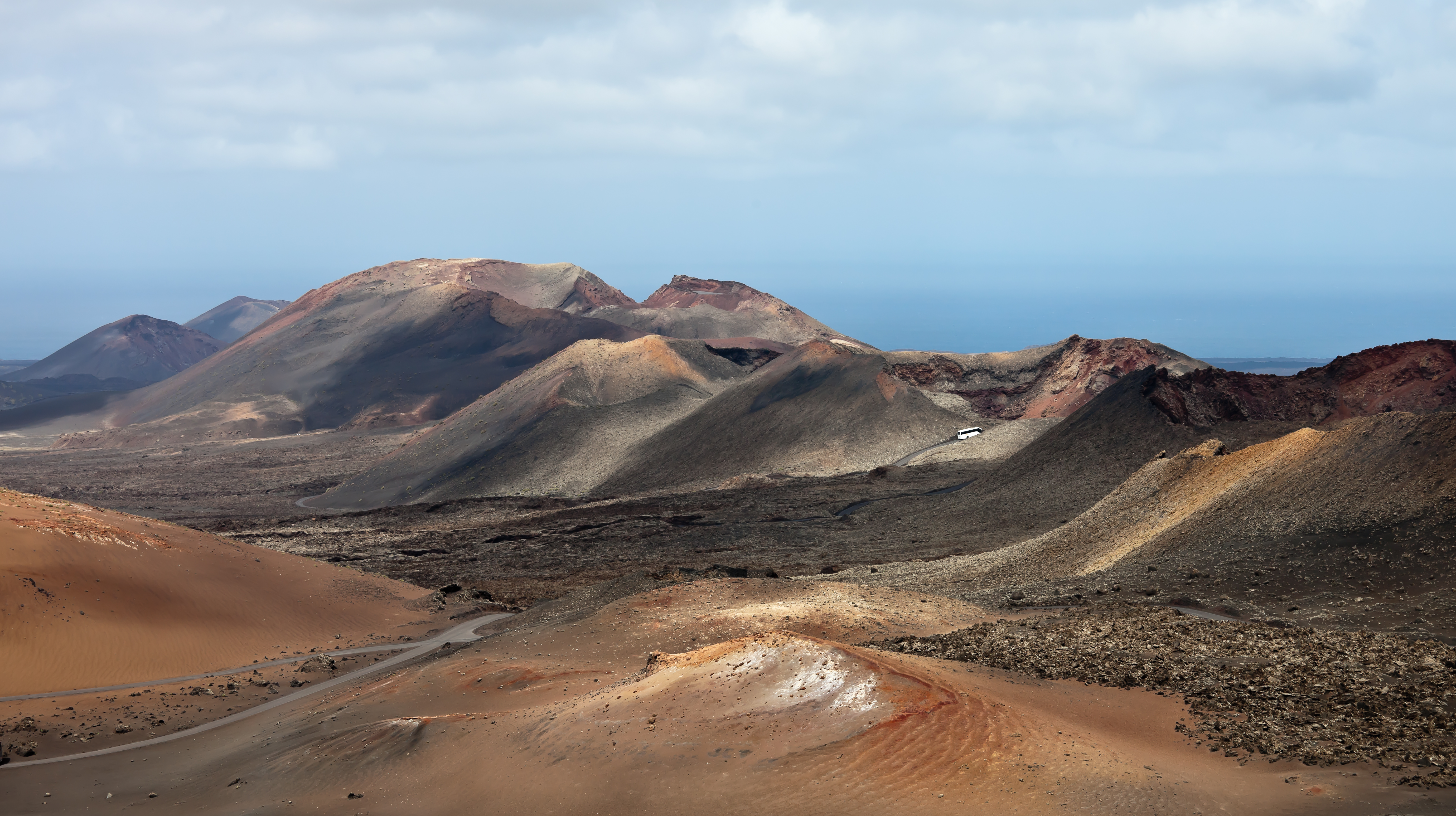
Parque nacional de Timanfaya

En 1730 comenzó la mayor erupción del archipiélago en la época moderna, arrojó lava y escorias durante casi seis años y lanzó un volumen de material entre 3 y 5 kilómetros cúbicos. El testimonio del párroco de Yaiza, Lorenzo Curbelo, decía así:

El día 1 de septiembre de 1730, entre las nueve y las diez de la noche, la tierra se abrió en Timanfaya, a dos leguas de Yaiza... y una enorme montaña se levantó del seno de la tierra.

La isla se transformó por completo. Diez pueblos quedaron enterrados (Tingafa, Montaña Blanca, Maretas, Santa Catalina, Jaretas, San Juan, Peña de Palmas, Testeina y Rodeos) y durante seis años la lava se extendió por la zona sur cubriendo un cuarto de la isla y llenando las vegas cercanas de cenizas volcánicas. En 1824 de nuevo comenzaron las erupciones en Timanfaya. Se produjeron terribles hambrunas, ya que en esa zona estaban los cultivos de trigo, parte de cuya producción se exportaba a otras islas, y buena parte de la población se vio obligada a emigrar. Desde entonces el paisaje se ha transformado gracias a las técnicas agrícolas de cultivo sobre lapilli (rofe) volcánicos que los conejeros emplean para captar la humedad de los alisios.

#### Actividad económica
Tanto Lanzarote como Fuerteventura serían durante los siglos XVI, XVII y XVIII las principales exportadoras de trigo y cereales a las islas centrales del archipiélago; Tenerife y Gran Canaria. Si bien, este comercio casi nunca revirtió en los habitantes de Lanzarote y Fuerteventura, produciéndose períodos de hambruna, por lo que la población de estas islas tuvo que desplazarse a Tenerife y Gran Canaria para intentar mejorar su suerte. Constituyéndose la isla de Tenerife como el principal foco de atracción para lanzaroteños y majoreros.
Durante la segunda mitad del siglo XVIII se introdujo el cultivo de la barrilla o cosco (Mesembryanthemum nodiflorum o M. fructiferum), una planta rastrera rica en álcalis que se empleaba para la fabricación de jabón y la obtención de sosa. Tal fue la explotación de dicha planta que la iglesia quiso establecer el diezmo sobre ella. Con ello, Lanzarote abandonó en parte el modelo exclusivamente cerealista que había caracterizado su economía desde la conquista. La exportación de la barrilla fue la causa del paulatino crecimiento del puerto de Arrecife. Por otra parte, las erupciones de Timanfaya, que supusieron un irreparable daño para las fértiles vegas del suroeste de la isla, posibilitaron a la larga la introducción en Lanzarote del cultivo de la uva. La sequedad del clima lanzaroteño no permitía este cultivo. Sin embargo, el campesino isleño ingenió un sistema de plantación en el que el manto de cenizas volcánicas sirve para conservar la abundante humedad depositada durante la noche en forma de «sereno». Del Mediterráneo oriental llegaron las viñas con las que se fabrica el vino de malvasía, el preferido por el personaje de Shakespeare Falstaff, vino que con el tiempo perdió su clientela inglesa. Comerciantes de Tenerife llevaron a Lanzarote los ambiques necesarios para la confección del aguardiente, producto también introducido en Lanzarote en esta época y que contribuiría al esplendor económico de la isla.
Además, de América llegó a Lanzarote el cultivo de la cochinilla en tuneras, la papa y el tomate. La cochinilla, un insecto parásito de la tunera o nopal del que se extrae el colorante carmín utilizado por la emergente industria textil británica del momento fue durante algún tiempo una de las industrias más importantes de la isla. Todavía pueden verse las plantaciones en los pueblos de Guatiza y Mala. En cuanto a la pesca, fue siempre de bajura o artesanal y litoral. No se llevó a cabo una actividad pesquera importante hasta principios del siglo XX, siendo Cabo Blanco la zona predilecta de los marinos conejeros.

### SigloXIXyXX: Lanzarote contemporánea

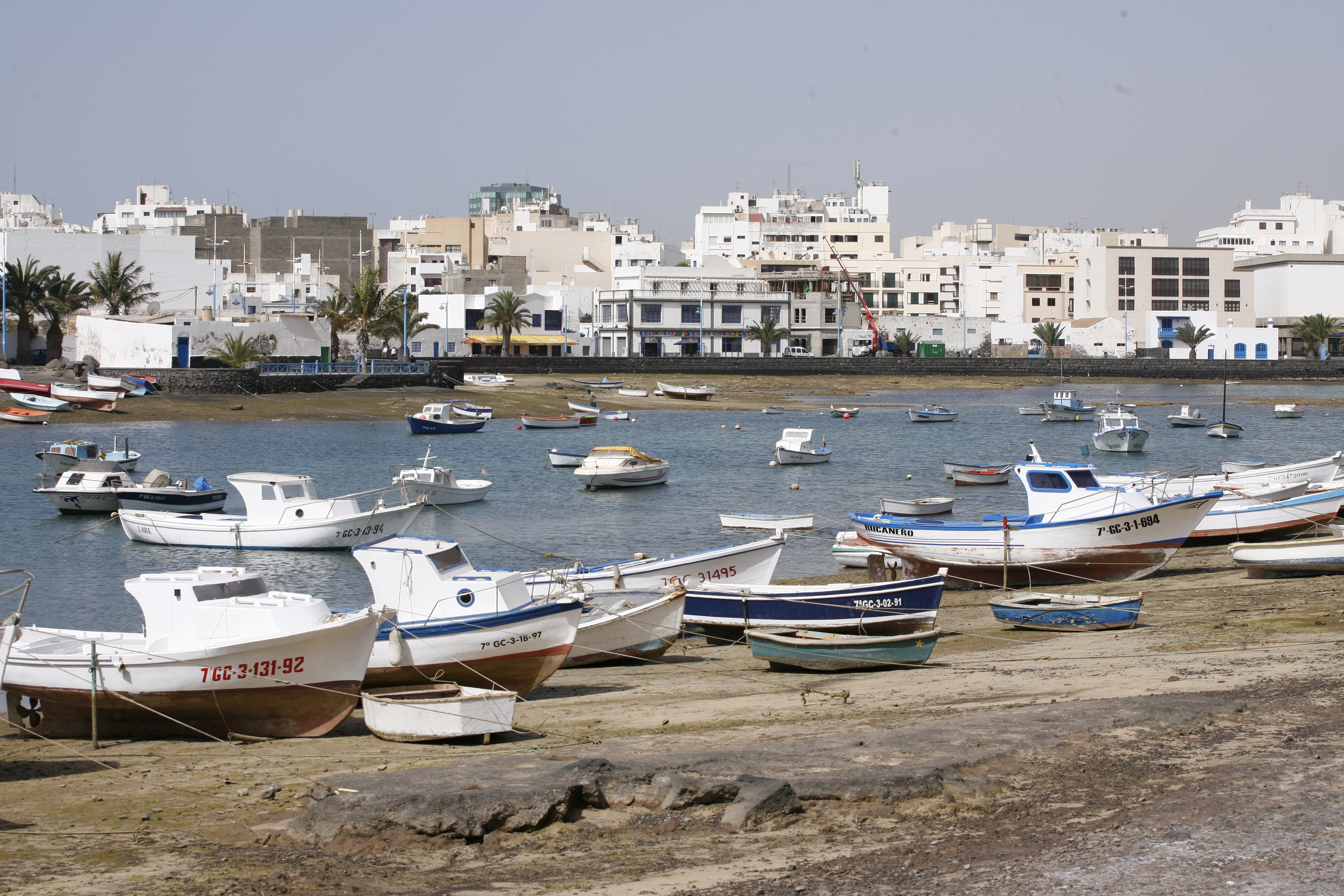
Charco de San Ginés, entrante de agua marina que penetra en Arrecife

Desde mediados del siglo XVIII Lanzarote abandona su anterior modelo económico cerealista, que la había convertido durante toda la Edad Moderna en el granero de Canarias, para dedicarse a nuevos productos de exportación, entre los que destacó la barrilla y, tras las erupciones de Timanfaya y el acondicionamiento de zonas como La Geria, el cultivo de la vid para la producción de vinos y aguardientes. Estos cambios sentarían las bases de un nuevo modelo de isla, que se afianzará desde mediados del siglo XIX. Los procesos más sobresalientes de esa Lanzarote contemporánea serán: la aparición de nuevos monocultivos de exportación, fundamentalmente la cochinilla. El ascenso de Arrecife como principal núcleo urbano y poblacional; el fin del señorío, y el creciente interés de ciertos sectores de la sociedad insular por el devenir político de Canarias, marcado en aquel momento por el llamado pleito insular.

#### Modelo económico: la cochinilla y el auge de Arrecife
La crisis de la barrilla, producto que había hecho crecer al puerto de Arrecife, produjo una profunda debacle que obligaría a muchos isleños a emigrar, hecho que se agravaría debido a un ciclo de sequías y plagas, así como a la erupción volcánica de 1824, la última registrada en la isla. Las cosas cambiarían en torno al año 1850, momento en que comienza el periodo de expansión de la cochinilla. El auge de la cochinilla sirvió como empuje definitivo al puerto de Arrecife, ciudad en torno a la cual se estableció una emergente burguesía insular, así como un creciente número de barcos que faenaban en el caladero canario-africano. En 1847 una real orden traslada la capital de la isla desde Teguise hasta Arrecife y en 1852 el puerto arrecifeño se ve incluido entre los puertos libres de impuestos y aduanas que establece la Ley de puertos francos de Canarias, dando un gran impulso a la economía insular.

#### Política: termina el señorío y comienza el «pleito»
El sistema señorial impuesto en Lanzarote y otras islas del archipiélago tras su conquista sería abolido en 1811, momento en que se extinguen los señoríos en toda España. Además, administrativamente, se crean en este momento los ayuntamientos modernos, tal y como hoy los entendemos, desapareciendo el concepto de parroquia que hasta entonces se había mantenido. Por otra parte, el siglo XIX y buena parte del XX estarían marcados en Canarias por la rivalidad entre las oligarquías de las dos islas más pobladas (Tenerife y Gran Canaria) que se disputaban la hegemonía sobre el Archipiélago, por entonces constituido en una sola provincia, con capital en Santa Cruz de Tenerife. El llamado pleito insular acabó salpicando a la política lanzaroteña. Durante el siglo XIX, se produjo una sensible emigración a América por vía marítima, especialmente a Venezuela, encontrando los viajeros en algún caso las calmas chichas de esa zona del Atlántico, con hechos trágicos. Desde 1911 se constata un creciente interés por los asuntos regionales en todos los municipios conejeros, en el momento en que Gran Canaria había apostado ya por la división provincial. En principio las instituciones insulares se habían mostrado contrarias a las tesis divisionistas, pero luego se alinearon en cierto modo con ellas, esperando que la descentralización del archipiélago supusiera mejoras para la isla, y defendiendo propuestas luego incumplidas, como el distrito electoral insular. En el marco del pleito se inscribe también la Ley de Cabildos de 1912, con la que surgen las instituciones de carácter insular tal y como hoy las concebimos.

### 1967-actualidad: la era del turismo
En 1967 se acababan de poner en marcha los dos primeros establecimientos turísticos de la zona costera de Puerto del Carmen: el Hotel Los Fariones y el Hotel San Antonio, a los que seguiría un Parador Nacional, en alguna época con un solo inquilino, funcionario médico en la isla. Estos dos primeros hoteles serían testigos de la que posiblemente haya sido la mayor transformación experimentada por Lanzarote a lo largo de su historia, pasando de ser una isla subdesarrollada y sedienta, de campesinos, pescadores y emigrantes, a convertirse, en unas décadas, en una potencia turística capaz de atraer a casi dos millones de visitantes cada año, con un vertiginoso desarrollo demográfico causado por una fuerte inmigración.

#### La primera desaladora: el fin de la sed
Para hacer posible el milagro turístico, la isla tuvo, previamente, que sortear el principal obstáculo que durante siglos había condicionado el desarrollo de sus gentes: la práctica ausencia de agua potable. El clima subdesértico de Lanzarote había producido durante siglos innumerables episodios de crisis, hambrunas y emigraciones masivas. A la altura de 1960, las obras realizadas para canalizar agua desde Famara hasta Arrecife y el gran depósito llenado con agua procedente de otras islas creado a principios de siglo en la capital insular (La Mareta del Estado) apenas eran suficientes para asegurar el rudimentario suministro de los apenas 36 000 habitantes con que por entonces contaba la isla. La solución llegaría cuando en 1965 se instala en Lanzarote la primera planta desaladora de Canarias, y de toda España, por iniciativa de los hermanos Díaz Rijo, y con apoyo de todos los sectores económicos insulares. Esta, que sería una de las primeras desaladoras del planeta, supondría para Lanzarote la posibilidad de adentrarse en nuevos sectores económicos que la alejasen de su secular subdesarrollo. Hasta los años 1970, una parte importante de la electricidad consumida en la isla procedía de unos generadores instalados en un buque anclado en el puerto de Arrecife, y estaban en uso zonas de montículos volcánicos cubiertas con cemento, para recoger el agua de la lluvia y almacenarla en aljibes hasta que fuese potable. En tiempos muy anteriores, los conejeros adquirían para su consumo el agua que servía de lastre en los barcos que arribaban a su puerto.

#### Manrique y los comienzos del turismo

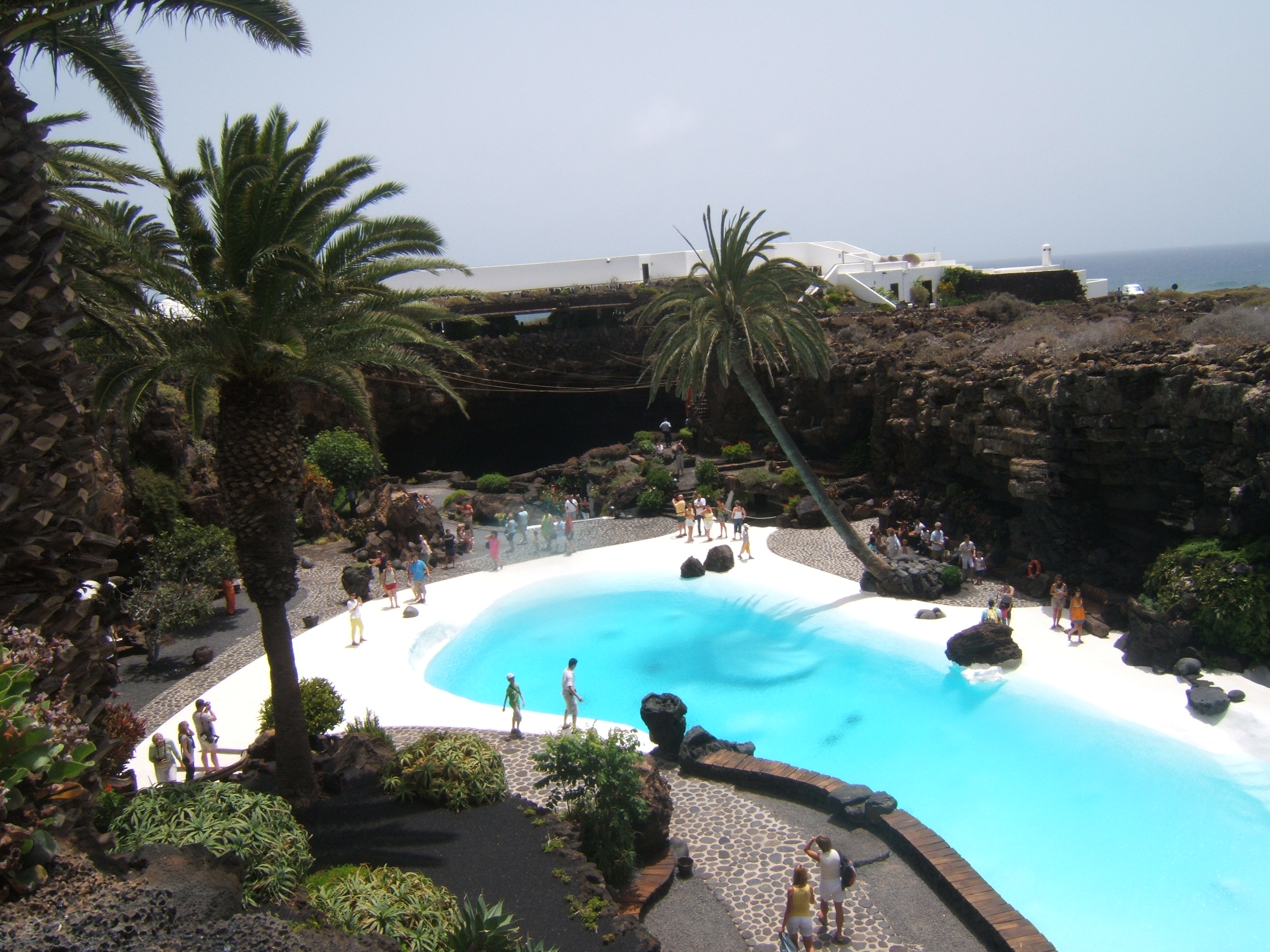
Jardines en Los Jameos del Agua, obra de César Manrique puesta en marcha en la década de los 1970

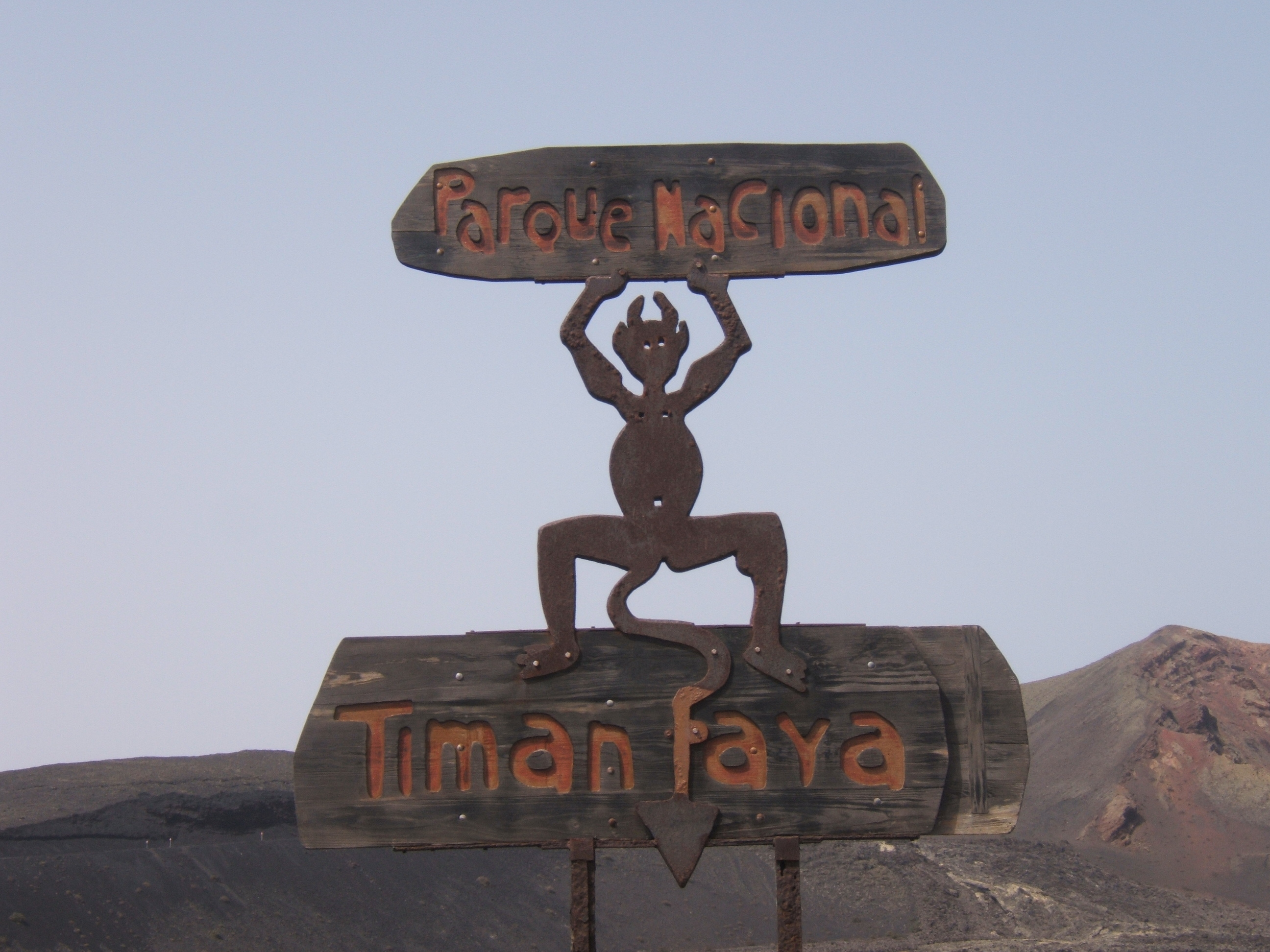
El diablo de Timanfaya, diseñado por César Manrique, símbolo del parque nacional

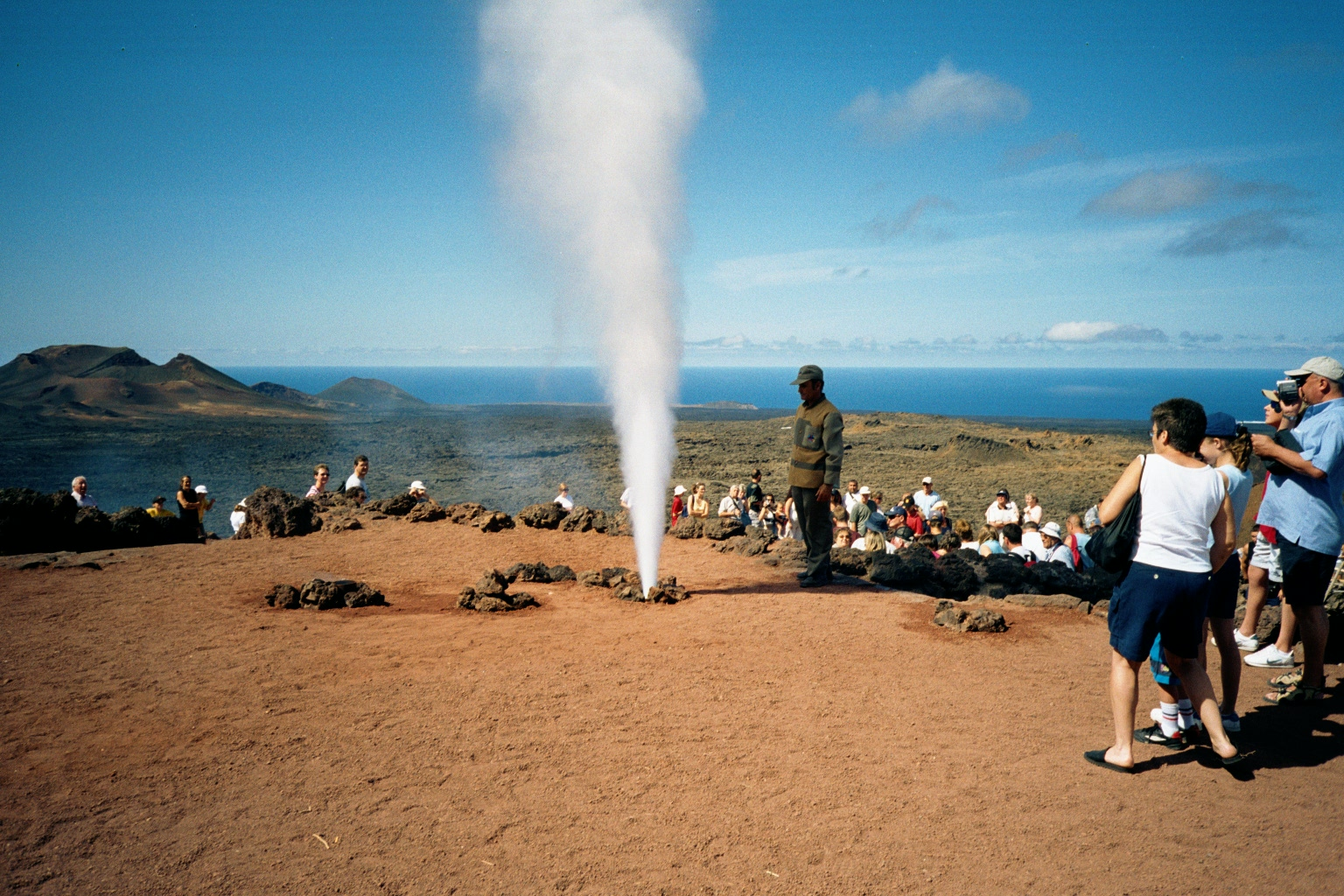
Turistas ante un géiser en el parque nacional de Timanfaya

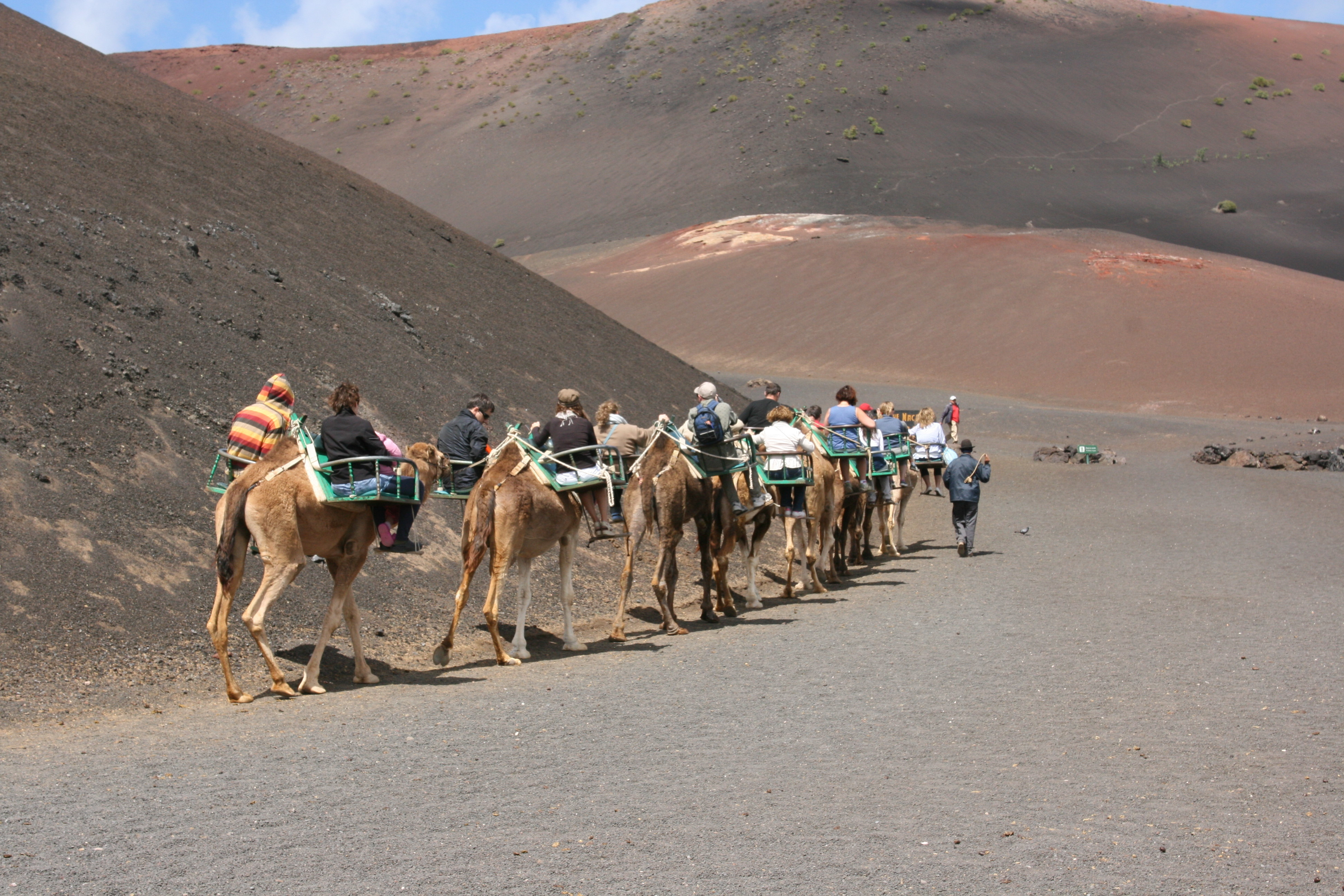
Turistas en camello

En 1966, el artista lanzaroteño César Manrique regresa de su estancia en Nueva York y se instala definitivamente en Lanzarote. Manrique se puso pronto en marcha para generar las condiciones con las que la isla se transformaría en un destino turístico respetuoso con su paisaje e identidad cultural, encontrando el apoyo necesario en la figura del por entonces presidente del Cabildo, José Ramírez Cerdá. El tándem César Manrique - José Ramírez, junto a la conciencia social generada por el periódico insular La Antena, hicieron posible convertir, en una década, a Lanzarote en algo más que un destino turístico de buen clima y playas, en donde el paisaje agrícola, la naturaleza volcánica de la isla, la idiosincrasia del isleño, el arte y la arquitectura tradicional se combinaron para crear una marca turística genuina. En 1968 se había abierto al público el tramo visitable de la cueva de los Verdes, acondicionado por el artista Jesús Soto. Ese mismo año, Manrique inauguró la escultura Fecundidad, o Monumento al Campesino, en el centro geográfico de la isla, junto a una Casa-Museo inspirada en la arquitectura tradicional. A esta obra le siguieron las del Mirador del Río, el Centro de visitantes de las Montañas del Fuego (Timanfaya), el Museo Internacional de Arte del Castillo de San José y el acondicionamiento de los Jameos del Agua. De esta manera, cuando el turismo era aún una actividad embrionaria, la isla supo dotarse de una red de centros en los que arte y naturaleza se fusionaban para seducir al visitante extranjero. Todo esto generó entre los lanzaroteños una conciencia ambiental que hizo merecedora a la isla del título de reserva de la biosfera, otorgado por la Unesco en 1993.
Otro punto fundamental en las últimas décadas es la rápida decadencia del sector pesquero que, a principios de los años 1970, era fundamental en la economía de la isla, pasando hoy a un plano muy secundario. La ocupación del protectorado o provincia española del Sáhara Occidental por parte de Marruecos, en 1975, supuso la pérdida del caladero tradicional en el que faenaba la potente flota pesquera de la isla, sin que el mantenimiento de buenas relaciones con Mauritania compensasen suficientemente la pérdida del acceso al banco sahariano norte. Así pues, desde mediados de la década de 1970 se aprecia la paulatina caída de los sectores primarios tradicionales de la economía insular, dejando paso a la hegemonía del turismo y las actividades asociadas a él (construcción, comercio, hostelería, etc).
Todas estas transformaciones coincidieron en el tiempo con los últimos años de la dictadura franquista y con el proceso de recuperación de las libertades políticas que llegaría a España tras la Transición, creándose un marco de democracia y autonomía para las Islas Canarias.

#### Lanzarote hoy
A pesar de la conciencia ambiental de los isleños, algunos aspectos del modelo desarrollista y ambientalmente insostenible implantado en otros destinos turísticos comenzaron a hacerse notar en Lanzarote desde finales de los años 1980. Antes de su muerte, en 1992, el propio Manrique se había colocado a la cabeza de las protestas contra del turismo masivo y los desaciertos urbanísticos, convirtiéndose en un símbolo de la defensa del territorio y la naturaleza de Canarias.
Lanzarote vivió la mayor manifestación popular de su historia el 27 de septiembre de 2002, bajo el lema No a la destrucción de la isla. Aun así, el crecimiento turístico ha seguido siendo una constante a lo largo de los últimos años, pasando la isla de 50 000 plazas hoteleras en 2001 a más de 72 000 en 2006. Este desmedido crecimiento se ha producido a pesar de la pionera normativa urbanística puesta en marcha en Lanzarote a través de sus sucesivos Planes Insulares de Ordenación del Territorio (PIOT) y de las moratorias decretadas para la construcción, planeamiento urbanístico que ha sido incumplido por un buen número de nuevos establecimientos hoteleros, cuyas licencias han sido anuladas por la justicia, encontrándose en la actualidad en una difícil tesitura legal, y cuyo futuro aún se desconoce.
La economía volcada hacia el turismo y el sector de la construcción, con trabajadores muchas veces procedentes de la península y de estancia temporal en la isla, ha llevado a Lanzarote de ser una isla que emigraba a ser una isla que vive una enorme inmigración fruto de la cual ha experimentado un espectacular aumento demográfico. En la actualidad, la mitad de la población que reside en Lanzarote ha nacido fuera de la isla, y una cuarta parte de los censados son extranjeros. Pese a que suela tener mayor impacto mediático la inmigración procedente del África continental por vía marítima (el llamado fenómeno de las pateras), por las condiciones en que esta tiene lugar, el mayor contingente poblacional procede, en cambio, del continente europeo.
En resumen, Lanzarote ha vivido en las últimas décadas el mayor desarrollo socioeconómico de su historia, abandonando definitivamente su marginalidad. Por ello, la isla asume en la actualidad algunos de los más importantes retos a los que se enfrentan las sociedades modernas de nuestro tiempo, como son la necesidad de compatibilizar desarrollo económico y la sostenibilidad de su medio natural; la integración de su población inmigrante y el mantenimiento de una identidad cultural propia recuperando el sector primario, que siga sirviendo como reclamo para la potente industria turística, y apostando por la diversificación de su economía.
En la actualidad, Lanzarote cuenta con el PIB per cápita más alto del archipiélago. Si bien, en cuanto PIB más alto del archipiélago en general ocupa el tercer lugar, tras Tenerife y Gran Canaria.

#### Reserva de la biosfera
El Gobierno de Canarias acordó, el 6 de noviembre de 1992, iniciar los trámites para declarar Lanzarote como reserva de la biosfera en el marco del Programa MAB (Man and Biosphere) de la UNESCO. Esta decisión surgió como respuesta a la petición del Cabildo Insular de Lanzarote, establecida en la sesión plenaria del 26 de abril de 1992. 
Los acuerdos institucionales alcanzados por ambas entidades se hicieron realidad el 7 de octubre de 1993, cuando la isla fue declarada en su conjunto reserva de la biosfera. Como respuesta a las diferentes demandas sociales se tomó esta decisión, con el objetivo de promover una población más y mejor integrada en su entorno natural. Se trata de un acuerdo de gestión en el que todos los actores económicos, políticos y sociales aceptan la singularidad del medio físico y humano que conforma Lanzarote y convienen en su preservación para el futuro. 
La dirección de la reserva de la biosfera recae en la figura político-administrativa del Cabildo de Lanzarote. En 1996, con la finalidad de impulsar y desarrollar esta declaración y las responsabilidades aparejadas, y para coordinar las distintas actuaciones de carácter público y privado, el Gobierno insular crea un órgano desconcentrado y sin personalidad jurídica propia, el consejo de la reserva de la biosfera. Se trata de un instrumento de carácter consultivo que permite vigilar el seguimiento del compromiso del territorio con UNESCO. 
El consejo de la reserva de la biosfera está formado por los siguientes órganos de gobierno:
1. Consejo de Administración, denominado Junta Rectora, se encarga de asumir el gobierno y la gestión superior del Consejo de la reserva de la biosfera.
2. Presidente.
3. Director-gerente.

Por otra parte, en el daño 2002 se creó el Gabinete Científico de la Reserva de Biosfera, dependiente de la Junta Rectora y que opera como equipo de asesoramiento técnico y científico aplicado a los fines de la reserva, que fueron plasmados en la Estrategia de Sevilla en 1995. Previamente a su constitución, se fundó el Observatorio de Sostenibilidad y Calidad de Vida, el cual también es dependiente de a Junta Rectora. 
La candidatura de Lanzarote como reserva de la biosfera se consolidó por la delimitación de valiosos espacios naturales, la existencia de un notable nivel de conciencia ambiental de la población insular, la presencia de un catálogo de obra singular adaptada al medio, la conservación de un modelo agrícola tradicional que representa un patrimonio extraordinario y la existencia de un Plan Insular de Ordenación del Territorio (PIOT) desde 1991, lo que otorgó a la isla una visión integrada y unitaria. El Plan Insular, en revisión actualmente, convive con la regulación de la Red Natura 2000 y de los diferentes planes de ordenación municipales.
La trayectoria y seguimiento de Lanzarote como reserva de la biosfera ha cumplido más de treinta años en la búsqueda incesante de fórmulas para la sostenibilidad de su progreso. Para conseguir avanzar en ese afán de alcanzar una convivencia más equilibrada, resultan imprescindibles la reflexión y el debate social y la creación de instrumentos de planificación. Por ello, se han desarrollado y siguen desarrollando diferentes proyectos que abarcan áreas como la educación y la investigación, entre otras. Algunos de los documentos e iniciativas que reflejan esta voluntad son: 
1. Lanzarote en la Biosfera 1998[43]
2. Life Lanzarote 2001-2004. Exploración de nuevas líneas de actuación, financiación y fiscalidad para la reserva de la biosfera de Lanzarote[44]
3. Plan Lanzarote Sostenible 2007[45]
4. Estrategia Lanzarote 2020[46]

Además, toda la información referente a los diferentes aspectos, planes y proyectos que conforman la Reserva de Biosfera de Lanzarote se pueden consultar a través de su propia página web.
La sede de la Oficina de Reserva de Biosfera de Lanzarote se ubica desde 2021 en la Casa de los Arroyo. Se trata de un inmueble construido en 1739, solo tres años después de la erupción volcánica de Timanfaya que asoló la isla durante seis años. Pero no se trata del único lugar que ha albergado la oficina, que ha pasado a lo largo de sus tres décadas por diferentes edificios del Cabildo, hasta que en el año 2007, por decisión plenaria, se aprobó la creación de una sede definitiva para la Reserva.

## Demografía
| Posición | Nacionalidad | Población |
| -------- | ------------ | --------- |
| 1.ª      | Colombia     | 7121      |
| 2.ª      | Reino Unido  | 6254      |
| 3.ª      | Italia       | 4317      |
| 4.ª      | Marruecos    | 3870      |
| 5.ª      | Alemania     | 2243      |
| 6.ª      | China        | 1470      |
| 7.ª      | Rumania      | 1001      |
| 8.ª      | Venezuela    | 969       |
| 9.ª      | Irlanda      | 958       |
| 10.ª     | Cuba         | 941       |
| 11.ª     | India        | 731       |
| 12.ª     | Francia      | 721       |
| 13.ª     | Portugal     | 571       |

La demografía insular ha estado marcada en las últimas décadas por un espectacular aumento de la población. Entre 1996 y 2006, su tasa de crecimiento ha sido diez veces superior al del total de la población española, y el doble que la del total de Canarias. En los últimos treinta años Lanzarote ha duplicado con creces su número de habitantes, pasando de 65 503 en 1988 a 159 021 en 2023, por lo que es, desde 1998, la tercera isla más poblada de Canarias, tras Tenerife y Gran Canaria. Si a ello sumamos el promedio de turistas que diariamente se encuentran en la isla (51 674 en 2015), la población total ascendería a 200 000 habitantes (extrapolado a 2018).
Este vertiginoso aumento poblacional se debe a que Lanzarote registra en 2017 la segunda tasa bruta de natalidad más alta de Canarias (8,9 por mil) y la segunda tasa bruta de mortalidad más baja (5 por mil), ambos casos después de Fuerteventura, debido a la juventud de su población (índice de juventud del 15,49 % en 2018, y edad media de 38,9 años), con una alta concentración de edades comprendidas entre los 25 y los 54 años, que suponen un poco más de la mitad del total de la población de derecho. Pero, sobre todo, el crecimiento de la población ha estado determinado por la inmigración, a la que se debe el 52,1 % del aumento poblacional de 2015. Esto ha hecho que por cada habitante de Lanzarote nacido en la isla haya, en 2015, otro procedente de fuera de la misma. Los residentes con nacionalidad distinta a la española suponen más de la cuarta parte de la población insular, con 40 635 extranjeros censados en 2015. También ha sido numerosa la inmigración desde la España peninsular, con 22 205 censados procedentes de otras comunidades autónomas. Las colonias extranjeras más numerosas en la isla son, en este orden, las originarias de Reino Unido, Marruecos, Italia, Colombia y Alemania.
La densidad de población de la isla, teniendo en cuenta la población total (población de derecho más promedio de turistas) era de 282 habitantes/km² en 2018 (218 en 2006), lo que supone casi el triple de la media nacional.
| Gráfica de evolución demográfica de Lanzarote entre 1900 y 2021          |
|                                                                          |
| Residentes habituales oficiales según los censos de población del ISTAC. |

## Gobierno y política
|  |  |

Lanzarote es una de las siete islas mayores que componen la comunidad autónoma de Canarias. Según contempla en el artículo 2 del Estatuto de Autonomía de Canarias, las islas de Alegranza, La Graciosa, Montaña Clara, Roque del Este y Roque del Oeste se encuentran agregadas administrativamente a la Isla de Lanzarote y forman parte de su ámbito territorial. El conjunto se conoce como Archipiélago Chinijo y forma parte del municipio de Teguise.
Electoralmente, Lanzarote elige a 8 de los 60 diputados que conforman el Parlamento de Canarias, siendo una de las siete circunscripciones del ámbito autonómico canario. Además, Lanzarote constituye una circunscripción para las elecciones al Senado, eligiendo la isla a un senador. En las elecciones al Congreso de los Diputados, Lanzarote se encuentra integrada en la circunscripción de la provincia de Las Palmas, junto a las islas de Gran Canaria y Fuerteventura.
Como las otras seis islas mayores de Canarias, Lanzarote cuenta con su propio órgano insular de Gobierno, llamado en Canarias Cabildo insular. El Cabildo de Lanzarote, con sede en la capital de la isla, Arrecife, es la máxima institución insular, con amplias competencias en diversas materias.
Los partidos políticos con representación en las instituciones insulares son:
- Partido Socialista de Canarias - PSOE, socialdemócrata, de ámbito nacional.
- Partido de Independientes de Lanzarote (PIL), que se autodenomina nacionalista canario, aunque por su ámbito insular se considera insularista.
- Coalición Canaria, que se autodenomina nacionalista canaria, y tiene ámbito autonómico.
- Partido Popular, conservador, de ámbito nacional.
- Partido Nacionalista de Lanzarote (PNL), nacido de una escisión de Coalición Canaria, forma parte, junto a otros partidos de las islas de la formación Nueva Canarias.
- Podemos, de izquierda de ámbito nacional, recibe el apoyo del partido insular Alternativa Ciudadana 25 de Mayo (AC-25M), nacido de los movimientos sociales y ecologistas de la isla.

La fragmentación del voto, las desavenencias internas en el seno de los partidos, y entre distintos partidos que han formado pactos de gobernabilidad, han dado como resultado una agitada vida política en la isla durante las últimas décadas, que llegó a su punto de mayor inestabilidad en la legislatura 2003/2007, en la que siete personas distintas pasaron por la presidencia del Cabildo de Lanzarote.

### Municipios

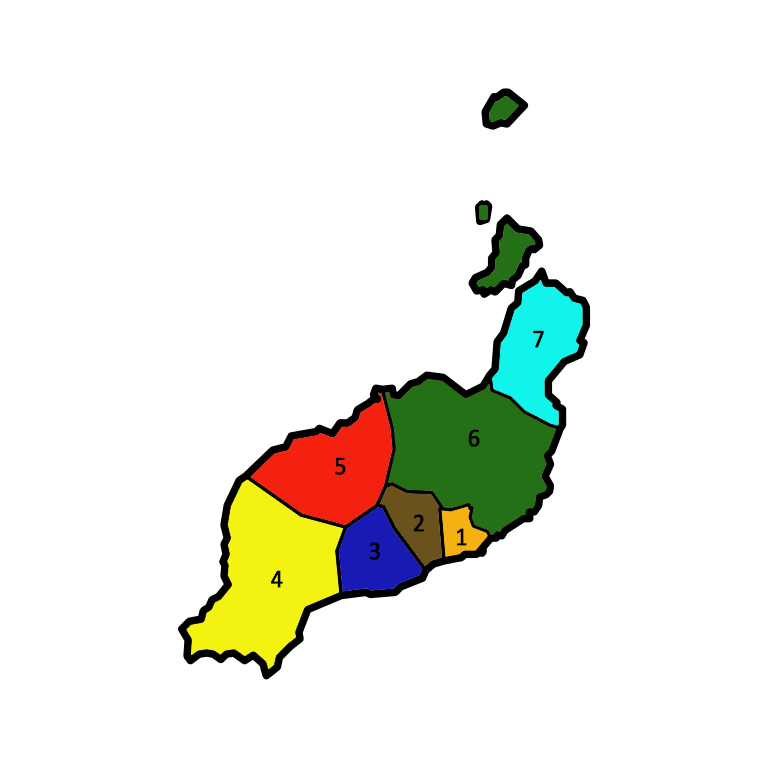
Municipios de Lanzarote: 1. Arrecife 2. San Bartolomé 3. Tías 4. Yaiza 5. Tinajo 6. Teguise 7. Haría

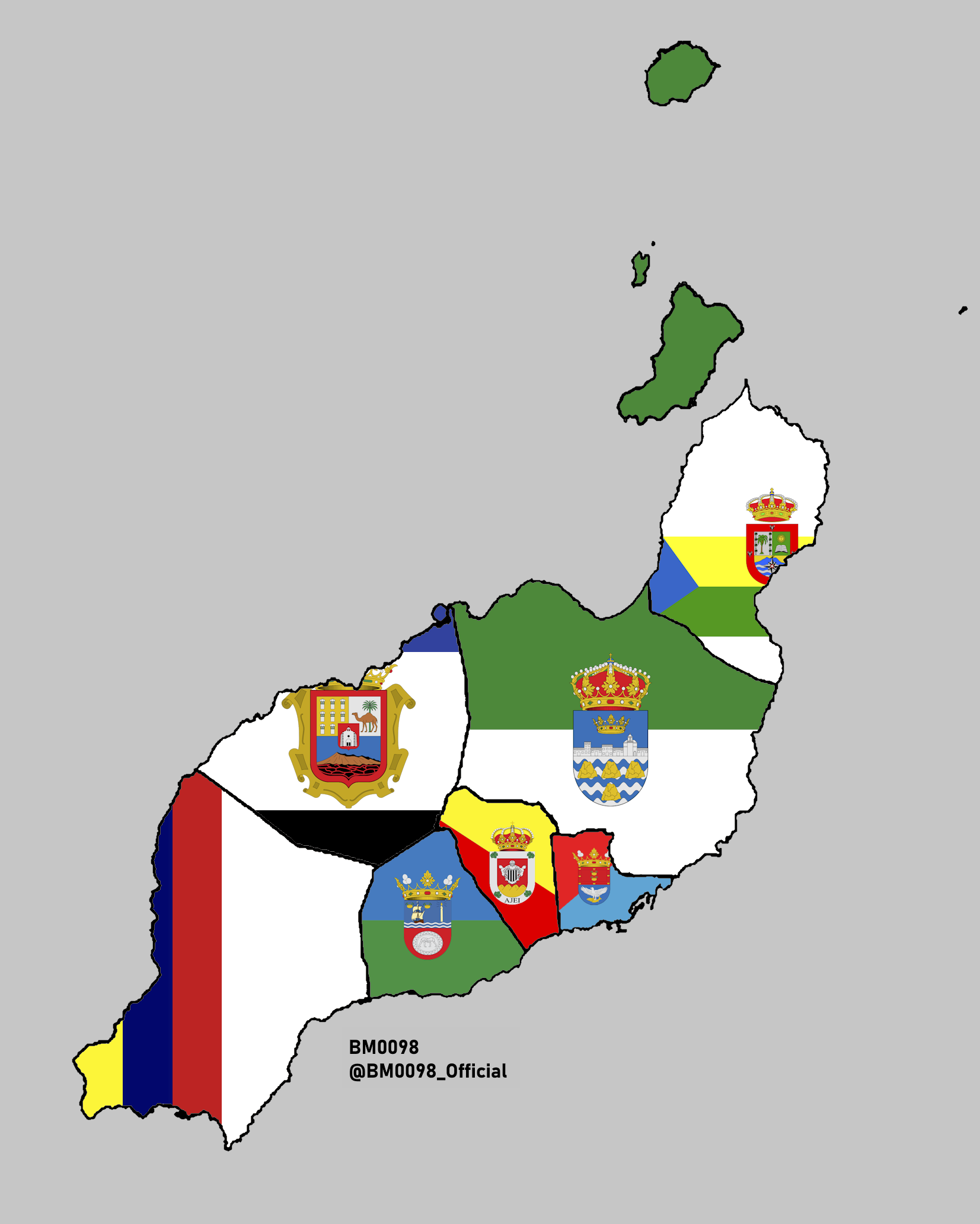
Municipios de Lanzarote con respectivas Banderas Municipales

Además, la isla de Lanzarote está dividida en siete municipios:
- Arrecife
- Haría
- San Bartolomé
- Teguise
- Tías
- Tinajo
- Yaiza

## Infraestructuras y servicios

### Transporte terrestre
Las deficiencias en el servicio público de transporte por carretera, así como la preferencia de muchos turistas por el alquiler de coches ha hecho crecer el parque móvil de la isla, que contaba en 2016 con 119 105 vehículos, frente a los 34 414 del año 1987.
La red insular de carreteras de Lanzarote cuenta con tres vías principales, que constituyen el eje viario insular, declarado de interés regional, y que conecta Órzola, al norte de la isla, con Playa Blanca, al sur. La capital, Arrecife, se sitúa en su punto intermedio. Este eje Órzola-Playa Blanca está constituido por las carreteras LZ-1, LZ-2 y la vía que las conecta, la circunvalación de Arrecife. Además, las carreteras LZ-2 y LZ-20 cuentan con sendos tramos de autovía, entre Arrecife y Tías y entre Arrecife y San Bartolomé, respectivamente.
El transporte público interurbano se lleva a cabo uniendo casi todos los pueblos de la isla, el aeropuerto y puertos de Playa Blanca y Órzola con la capital. Del mismo modo, la capital de la Isla, Arrecife cuenta con un servicio urbano de transporte público, y en los municipio de Tías, San Bartolomé y la localidad turística de Playa Blanca cuenta con servicios urbanos de transportes.

### Transporte aéreo

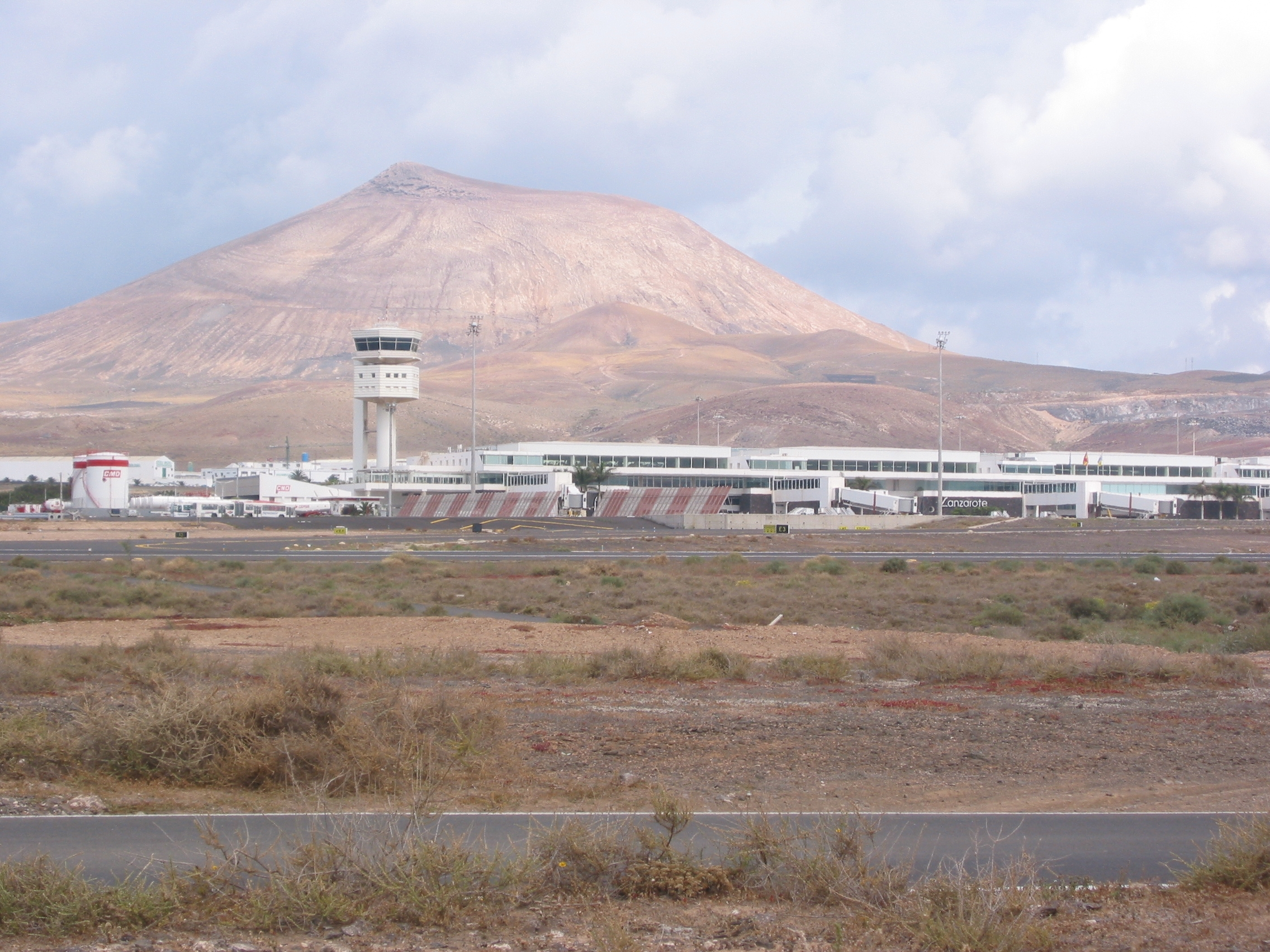
Aeropuerto César Manrique Lanzarote

El aeropuerto César Manrique Lanzarote, situado en la zona de Guasimeta, en el municipio de San Bartolomé, renombrado en honor al artista lanzaroteño el 3 de marzo de 2019, es la principal puerta de entrada a la isla. Se encuentra situado en una zona céntrica, muy cerca de la capital de la isla y de las localidades turísticas de Puerto del Carmen y Costa Teguise.
Gestionado por AENA, el aeropuerto de Lanzarote fue en 2007 el tercer aeropuerto canario en tráfico de pasajeros y el noveno a nivel estatal, con 5 625 580 transeúntes.
El aeropuerto de Lanzarote cuenta con dos terminales. En la Terminal 1 operan las compañías que conectan la isla con la España peninsular y con los aeropuertos internacionales de emisión de turistas (Alemania, Reino Unido e Irlanda, principalmente). La Terminal 2 está reservada al transporte aéreo con las otras islas del archipiélago canario, y en ella operan las dos compañías aéreas interinsulares: Binter Canarias y Canaryfly.
Los dos aeropuertos que más pasajeros emitieron en 2009 con destino Lanzarote fueron el de Madrid-Barajas y el de Gran Canaria, a los que les siguen Mánchester, Londres-Gatwick, Tenerife Norte y Dublín, por este orden.

### Transporte marítimo

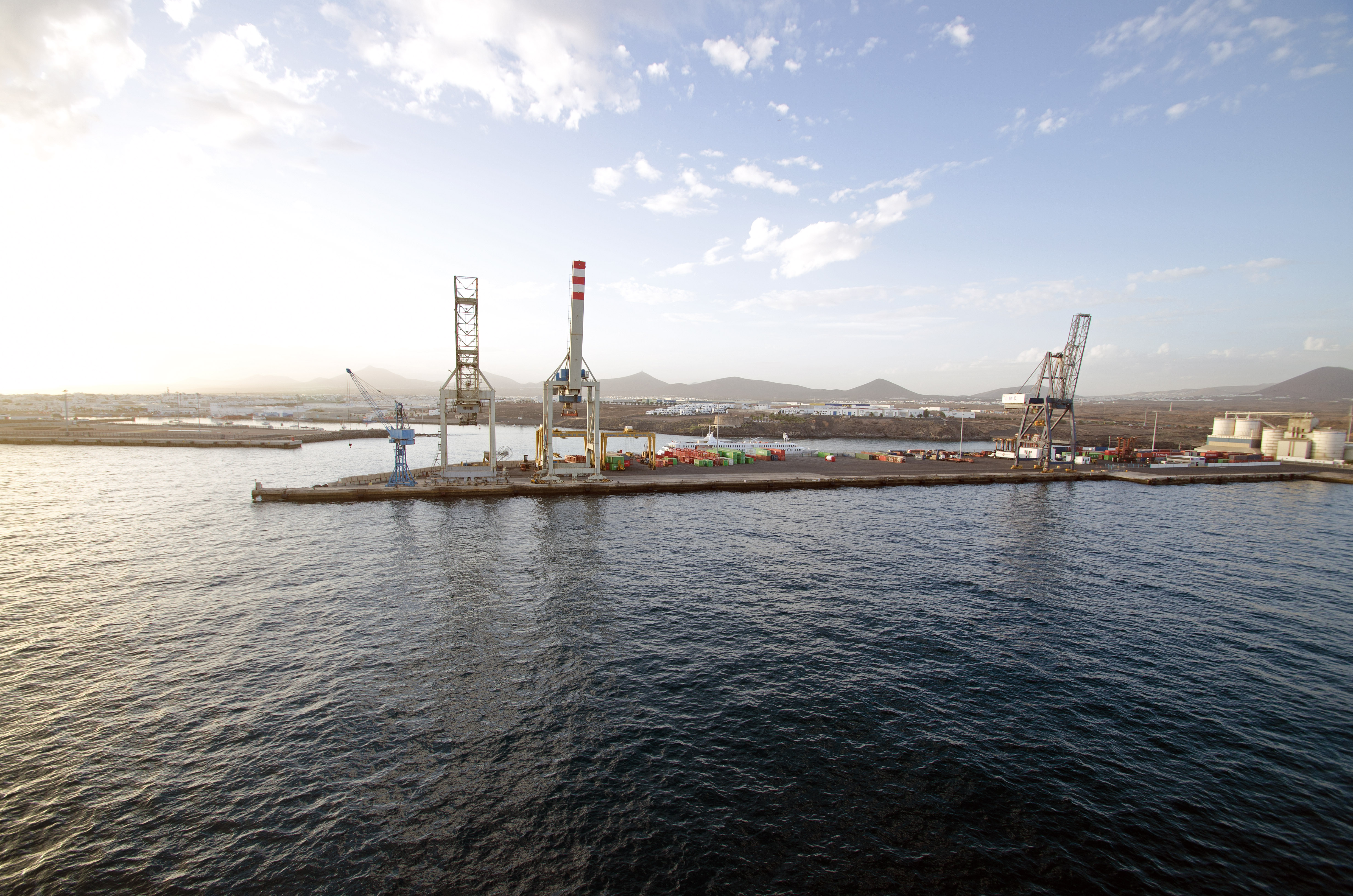
Puerto de los Mármoles

El principal puerto de la isla es el Puerto de Arrecife o los Mármoles, gestionado por la Autoridad Portuaria de Las Palmas. Con 213 134 pasajeros en tránsito en 2007, el de Arrecife se ha consolidado como uno de los principales puertos de cruceros de Canarias, además de ser el lugar por el que entran la mayor parte de las mercancías que abastecen la isla. Existen líneas regulares que conectan el Puerto de Arrecife con Las Palmas de Gran Canaria, Santa Cruz de Tenerife y Cádiz.
Al sur de la isla se encuentra el puerto de Playa Blanca, que conecta Lanzarote con la localidad de Corralejo, al norte de la vecina Fuerteventura. Esta línea es cubierta por modernas y rápidas embarcaciones que cubren el trayecto en un período de doce a veinte minutos, lo cual ha hecho crecer el tráfico de pasajeros hasta los 874 241 embarcados y desembarcados en 2007. Al norte de Lanzarote, el puerto de Órzola sirve punto de partida para el enlace marítimo con la isla de La Graciosa.

### Sanidad
La isla cuenta con el Hospital Universitario Doctor José Molina Orosa ubicado en el municipio de Arrecife, capital de la isla. Atiende a la población de los 7 municipios que conforman Lanzarote. Su Hospital de Referencia es el Hospital Universitario Doctor Negrín de Las Palmas de Gran Canaria.

## Cultura

### Religión
La mayoría de la población es católica, al igual que en el resto del archipiélago canario y del país. Otras religiones minoritarias son el islam, el evangelicalismo, el budismo y el hinduismo.
Lanzarote forma un arciprestazgo perteneciente a la diócesis de Canarias, el Arciprestazgo de Lanzarote-La Graciosa.
La isla se encuentra bajo el patronazgo de la Virgen de las Nieves y San Marcial, si bien la patrona de manera popular (aunque no oficial) es la Virgen de los Dolores. Así, el día festivo insular en toda la isla es el 15 de septiembre, festividad de la Virgen de los Dolores.

### Gastronomía

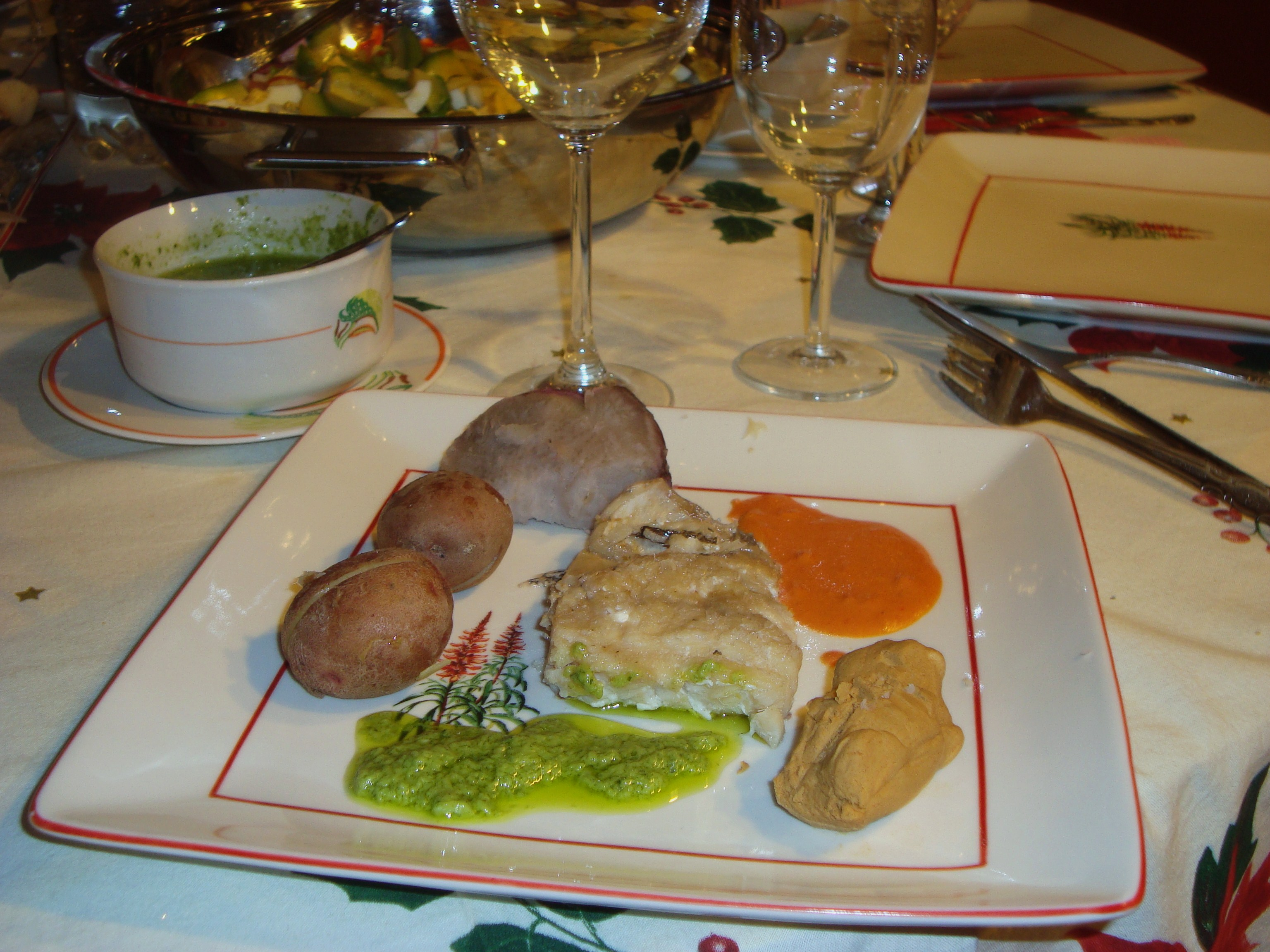
Sancocho canario de cherne, plato típico en la isla a base de pescado salado, papas, batata, mojo y gofio

La cocina lanzaroteña se engloba dentro de la sencilla pero diversa gastronomía de las Islas Canarias. En el caso conejero se observa una presencia todavía mayor de productos del mar, tanto de pescados como de mariscos, debido a la vocación marinera de la isla. Con ellos se elaboran platos típicos como el sancocho, la ropa vieja de pescado, el caldo de pescado, el salpicón de pulpo, los tollos y las jareas.
No faltan los productos del agro insular, fundamentalmente de secano. Tienen especial fama las cebollas, batatas, papas, lentejas y calabazas cultivadas en la isla, así como el millo o maíz. Estos alimentos son la base de platos y tapas como las papas arrugadas con mojo, el caldo de millo, el caldo de papas, los potajes. También sirven como acompañamiento en recetas como la del típico puchero canario. En el caso de los granos, ya sea el trigo o el millo, tienen especial relevancia pues sirven para la elaboración del ancestral gofio canario, utilizado como ingrediente en infinidad de recetas.
La cabaña más importante en la isla la constituye el ganado caprino. La carne de cabra se consume de diferentes maneras, siendo tradicional degustar cabrito, llamado en Canarias baifo, en celebraciones importantes como la Navidad. Además, en Lanzarote se elaboran exquisitos quesos de leche de cabra, tanto de forma artesanal como en algunas queserías de tipo industrial.
Finalmente cabe apuntar la elaboración de postres tradicionales, como las torrijas, el bienmesabe, las truchas de Navidad (especie de empanadillas dulces) y el frangollo.
El mejor acompañamiento para la gastronomía insular lo constituyen los conocidos vinos de Lanzarote, que cuenta con una Denominación de Origen propia, entre los que destaca el vino de malvasía.

### Fiestas

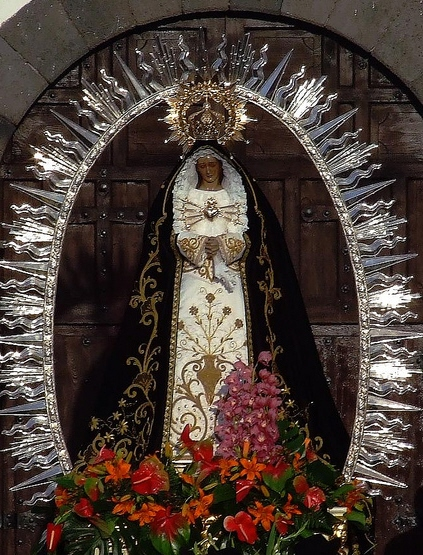
Imagen de la Virgen de los Dolores (Patrona de Lanzarote)

La fiesta con mayor arraigo en la isla es la celebrada en el municipio de Tinajo, cada 15 de septiembre en honor de la Virgen de los Dolores o de los Volcanes (patrona de la isla de Lanzarote). En su romería participan gentes venidas de toda la isla, mayoritariamente ataviadas con los trajes típicos lanzaroteños. También acuden hasta la localidad de Mancha Blanca, en Tinajo, donde se halla la ermita, peregrinos procedentes de otras islas del Archipiélago, convirtiéndose por unos días en centro de la cultura tradicional canaria. La tradicional Feria Insular de Artesanía y el Festival Folclórico Nanino Díaz Cutillas, a los que acuden artesanos y agrupaciones de las siete islas remarcan la importancia que para toda Canarias ha ido alcanzando la festividad de la Virgen de Los Dolores.
La otra gran fiesta insular son los carnavales, celebrados casi siempre en el mes de febrero, aunque su fecha depende de la Semana Santa y, por tanto, de los ciclos lunares. El carnaval de Arrecife, de origen marinero, es la principal fiesta de la máscara en Lanzarote, y además de las multitudinarias fiestas nocturnas al aire libre, acoge los concursos de Reina del Carnaval, Drag Queen, murgas y comparsas.
Otras fiestas destacadas en el calendario de la isla son: las fiestas patronales de la capital insular, Arrecife, en honor a San Ginés Obispo; las fiestas de San Juan, que los isleños celebran de forma espontánea con hogueras y baños nocturnos; las fiestas en honor a la Virgen del Carmen, patrona de los marineros, celebradas en varias localidades costeras de la isla con vistosas procesiones marítimas; los Remedios en Yaiza y la peregrinación y romería a la ermita de Las Nieves, en los altos de Famara. Se celebraba también el día del Corpus con una procesión que pasaba sobre alfombras que tenían dibujos hechos con sal de diversos colores.

### Vida cultural
Al margen de las fiestas populares, la agenda cultural de Lanzarote se completa con una serie de actos, más o menos consolidados, entre los que cabe destacar el festival de artes escénicas Malpaís, en Arrecife; la Muestra de cine de Lanzarote y la Universidad de Verano de la isla.
Entre los espacios culturales de la isla cabe señalar:
- La Fundación César Manrique, institución privada encargada de difundir la obra y pensamiento del artista lanzaroteño, con sede en el Taro de Tahiche.
- El Museo Internacional de Arte Contemporáneo en el Castillo de San José de Arrecife, que alberga obras de artistas como el pintor Francis Bacon (no confundir con el escritor del mismo nombre), Antoni Tàpies y Eduardo Chillida.

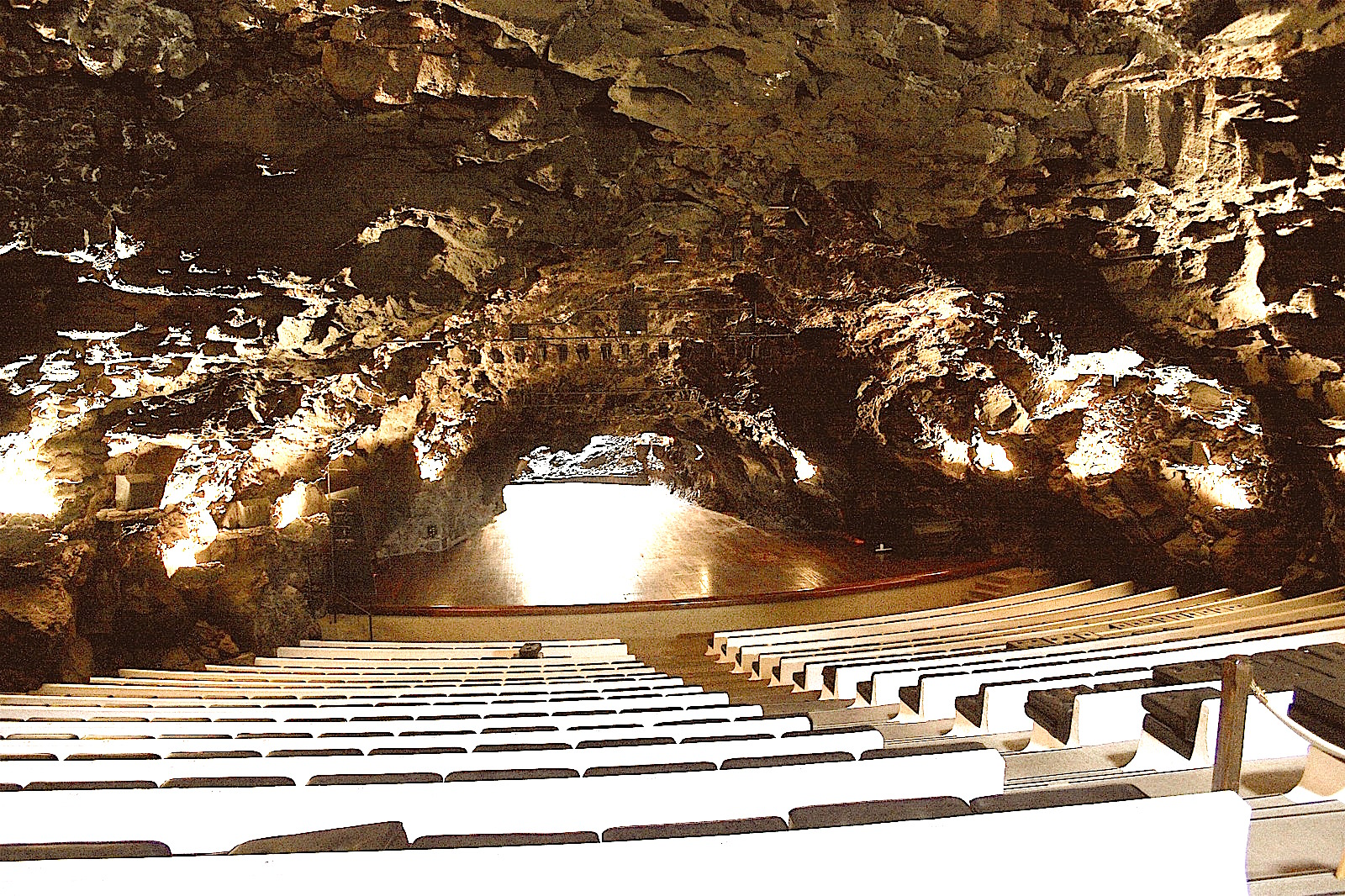
Auditorio acondicionado en el interior del tubo volcánico de los Jameos del Agua

- Centro insular de cultura El Almacén, en el centro de Arrecife. Cuenta con espacios para exposiciones temporales, y una sala para la proyección de cine no comercial.
- El Museo de la Piratería del Castillo de Santa Bárbara (Teguise). Hasta 2011 el castillo era el Museo del Emigrante Canario. El Museo de la Piratería es realmente un centro de interpretación de la actividad de los conquistadores, piratas y corsarios que han estado relacionados con la historia de Canarias. El propio Castillo de Santa Bárbara está supuestamente construido sobre los restos de la fortaleza construida por Lanceloto Malocello en el siglo XIV.[67]
- Auditorio de los Jameos del Agua, ubicado en el interior de un tubo volcánico, suele albergar importantes representaciones teatrales, actuaciones musicales y proyecciones cinematográficas.

### Medios de comunicación
Lanzarote ha contado en los últimos años con un importante número de medios de comunicación de ámbito local e insular, a los que se les debe sumar las delegaciones que las cadenas de radio y televisión y los diarios autonómicos y nacionales tienen en la isla.
Las principales publicaciones periódicas de la isla son La Voz de Lanzarote. Además, los diarios autonómicos La Provincia y Canarias7 cuentan con ediciones locales para Lanzarote. A estas publicaciones debe sumársele periódicos digitales como Diario de Lanzarote, Crónicas de Lanzarote y Lanzarote Opina, además de las ediciones digitales de las publicaciones antes mencionadas.
Las emisoras de radio más seguidas en la isla suelen ofrecer una parte de su contenido para el ámbito local, mientras conectan durante el resto del tiempo con las grandes cadenas de radio españolas. Así, Radio Lanzarote emite parte de la programación de la cadena Onda Cero. Entre las emisoras exclusivamente locales se encuentran Lancelot Radio y Crónicas Radio, además de las musicales Radio Cristal, Buzz FM, Atlantis Radio y Radio Altahay, junto con otras que emiten en inglés, como Power FM Lanzarote Stream y Holiday FM. Las emisoras nacionales Cope, Radio Nacional de España y Cadena Ser incorporan contenidos locales, al igual que se recibe la señal de canales de radio autonómicos como Radio ECCA, Radio Canarias, Canarias Radio, la Autonómica y 7.7 Radio.
En la actualidad emiten en Lanzarote dos emisoras de televisión local: Biosfera Televisión y Lancelot Televisión. La isla cuenta con una delegación de la Televisión Canaria y de Televisión Española en Canarias.

### Deporte
El equipo de fútbol representativo de la isla es la Unión Deportiva Lanzarote, que militaba en la segunda división B de España hasta la campaña 2009/10 descendiendo a la tercera división al final de la misma y juega sus partidos como local en la Ciudad Deportiva de Lanzarote, tiene presencia y apoyo del público el balonmano femenino.
Encuentran gran difusión algunos deportes tradicionales canarios entre los que cabe destacar la lucha canaria, el juego del palo canario, la bola canaria, y en deportes náuticos, la vela latina canaria. La relación de los isleños con el medio marino también se hace notar en la gran afición por las regatas y deportes como el windsurf.
Cabe destacar también la celebración en la isla de una competición de relevancia internacional como es una prueba del triatlón conocido como Ironman, clasificatoria para el campeonato mundial de dicha modalidad.